# قوات الدفاع الذاتي اليابانية
قوات الدفاع الذاتي اليابانية (باليابانية: 自衛隊، نقحرة: جييتاي)؛ هي القوات المسلحة الموحدة لليابان. أنشئت قوة الدفاع الذاتي اليابانية سنة 1954 وريثًا للقوات الإمبراطورية اليابانية. تتضمن هذه القوة القوات البرية، والقوات البحرية، والقوات الجوية. تخضع هذه القوات لسيطرة وزارة الدفاع اليابانية، ويتولى رئيس وزراء اليابان قيادتها العامة.
شاركت قوات الدفاع الذاتية اليابانية في العديد من مهمات حفظ السلام بالتعاون مع الأمم المتحدة. أثارت العلاقات المتوترة مع كوريا الشمالية وهذه المشاركات الخارجية الجدل حول قوات الدفاع الذاتية اليابانية وعلاقتها بالمجتمع الياباني.
غيرت قوات الدفاع الذاتي اليابانية عقيدتها منذ سنة 2010 من قوة أسست لمجابهة الاتحاد السوفيتي إلى مجابهة القوة المتنامية للصين. كما اعتبرت الغزو الروسي لأوكرانيا تحركًا يجعل من الإتحاد الروسي تهديدًا مباشرًا لليابان.
عززت اليابان علاقاتها الدفاعية مع أستراليا والهند وتايوان وكوريا الجنوبية وسنغافورة والمملكة المتحدة إضافة إلى علاقاتها الوطيدة مع الولايات المتحدة، وتوجهت إلى تحديث قواتها وشراء العديد من الأنظمة التسليحية والعتاد.

## التاريخ

### القرن العشرون

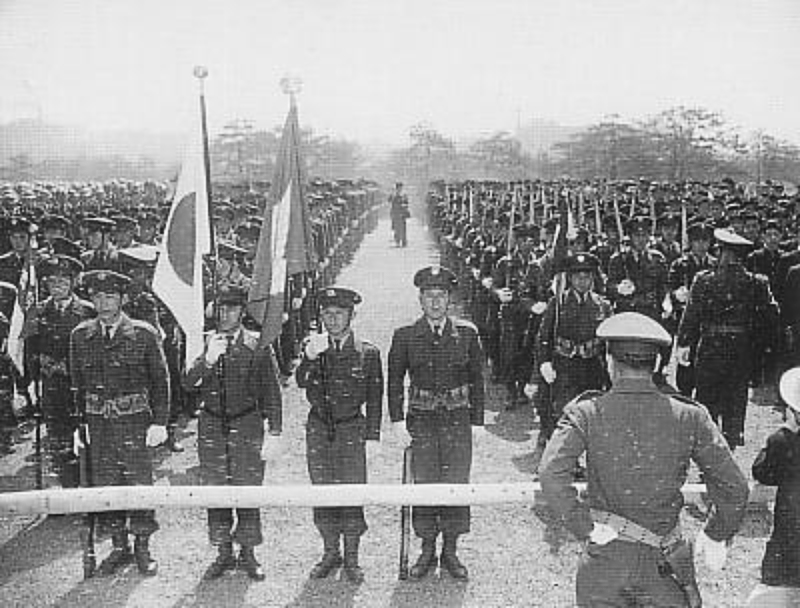
قوات وحدة الشرطة الاحتياطية سنة 1952

نزعت كافة القدرات القتالية لليابان عقب هزيمتها في الحرب العالمية الثانية وتوقيعها لوثيقة الإستسلام سنة 1945. بعد احتلال اليابان من قبل القوات الأمريكية أنشأت هذه الأخيرة قوة شرطة محلية صغيرة أنيطت بها مهمة حفظ الأمن الداخلي ومكافحة الجريمة. أدى تزايد التوترات في أوروبا وآسيا خلال بداية الحرب الباردة علاوة على التظاهرات والإضرابات العمالية اليسارية إلى قيام بعض الساسة اليمينيين بطرح تساؤلات حول جدوى التخلي التام عن كافة مظاهر وقدرات التسلح. إزدادت حدة هذه التساؤلات سنة 1950 عندما بدأت القوات الأمريكية الانتقال للمشاركة في الحرب الكورية بين 1950 و 1953. تركت هذه الوضعية اليابان في حالة دفاعية ضعيفة أدت في نهاية المطاف لدخول اليابان في اتفاقية دفاع مشترك مع الولايات المتحدة كي تضمن أمنها من أي تهديدات خارجية.
كما أدى تشجيع الولايات المتحدة إلى قيام الحكومة اليابانية في شهر يوليو 1950 بإنشاء وحدة شرطة احتياطية (باليابانية: 警察予備隊) (نقحرة: كيساتسو يوبيتاي) تتكون من 75,000 فردا مسلحين بأسلحة خفيفة.

وأنشأت الحكومة اليابانية وحدة لخفر السواحل ((باليابانية: 海上警備隊) نقحرة: كايجو كيبيتاي) سنة 1952.
تم توقيع معاهدة الحماية بين اليابان والولايات المتحدة في 8 سبتمبر 1951. سمحت هذه المعاهدة للقوات الأمريكية بالانتشار في اليابان لمجابهة أي ضغوط أو تهديدات خارجية، وسلمت للقوات اليابانية البحرية والبرية مهام حفظ الأمن والتعامل مع التهديدات الداخلية والكوارث الطبيعية.
سمحت هذه المعاهدة للولايات المتحدة بالقيام بأي أنشطة تهدف للحفاظ على الأمن في منطقة شرق آسيا والتدخل لحل أي خلافات داخلية في اليابان، كما تم زيادة عدد أفراد وحدة الشرطة الإحتياطية إلى 110,000 فرد وتسميتها قوة الأمن الوطني، ونقل قوات خفر السواحل إلى إدارة قوة الأمن الوطني لتصبح نواة القوة البحرية.
تنص المادة التاسعة من الدستور الياباني الذي كتبه رئيس الوزراء الياباني كيجيورو شيديهارا بإشراف مباشر من القيادة العامة للحلفاء
على تخلي اليابان عن حقها في الحرب كوسيلة لحل النزاعات الدولية. كما تتعهد بألا تحتفظ اليابان بأي قوات مسلحة برية أو بحرية أو جوية أو أي قوات لها القدرة على الإسهام في الحرب. غير أن الحكومات اليابانية المتعاقبة أسقطت نص هذه المادة على الحرب الهجومية، وأن لليابان الحق في استخدام القوة للدفاع عن النفس. وبتشجيع من الولايات المتحدة بدأت اليابان تطور قوات الدفاع الذاتي رويدا رويدا.
حُدد مجلس الأمن القومي الياباني كوكالة مختصة بالشئون الدفاعية. تم تسمية قوة الأمن الوطني بقوة الدفاع الذاتي البرية اليابانية الذي أصبح واقعيا الجيش الياباني، كما أصبحت قوات خفر السواحل قوة الدفاع الذاتي البحرية اليابانية، وأنشئت قوة الدفاع الذاتي الجوية اليابانية كفرع جديد من قوات الدفاع الذاتي اليابانية في فاتح يوليو 1954.
عين الجنرال كايزو هاياشي كأول رئيس لرئاسة الأركان العامة لقوات الدفاع الذاتي اليابانية. أسست هذه القوات والتشكيلات بناءً على القانون رقم 165 لسنة 1954 والمعروف بقانون قوات الدفاع الذاتي (باليابانية: 自衛隊法).
أعلنت قيادة القوات الجوية في الشرق الأقصى التابعة للقوات الجوية الأمريكية في السادس من يناير سنة 1955 أنها ستنقل ملكية 85 طائرة لقوة الدفاع الذاتي الجوية اليابانية. استلمت اليابان أولى هذه الطائرات والمعدات يوم الخامس عشر من نفس الشهر، مؤسسة بذلك نواة قوة الدفاع الجوي اليابانية.
عُدلت اتفاقية التعاون المشترك والدفاع بين اليابان والولايات المتحدة في 19 يناير 1960 لتَصويب وضع اليابان في معاهدة 1951 وإضافة واجبات الدفاع المشترك بين البلدين. أضاف هذا التعديل بندا يُلزم الولايات المتحدة بإخطار اليابان عند رغبتها في إجراء أي تحركات عسكرية أو إعادة انتشار، كما يمنع التعديل الولايات المتحدة من التدخل في الشئون الداخلية لليابان أو التصرف داخل حدودها.
كما أن الاتفاقية ألزمت اليابان والولايات المتحدة بمساعدة بعضهما البعض في حال حدوث هجوم مسلح على المناطق الخاضعة لسيطرة اليابان. وحيث أن نص المعاهدة يشير إلى أن أي هجوم يقع على اليابان خطِر من ناحية الأمن و السلام المشترك للبلدين، اشترطت المعاهدة أن يحافظ الطرفان على جهوزية قتالية تحد من هذه التهديدات. تعد هذه الإتفاقية المنطلق الذي يتيح للولايات المتحدة الحفاظ على قواعدها العسكرية في اليابان، كما أنها أساس التحالف الأمني بين البلدين. تعد هذه الاتفاقية أطول اتفاقيات السلام عمرا بين دولتين لهما ثقل دولي هام منذ إتفاقيات سلام ويستفاليا التي وُقِّعت سنة 1648.
أعلن رئيس وزراء اليابان ياسوهيرو ناكاسوني سنة 1983 التزام بلاده أن تكون حاملة طائرات لا تغرق في المحيط الهادي و أن تظل اليابان حليفا قويا للولايات المتحدة في مواجهة الاتحاد السوفيتي و خطر القاذفات الاستراتيجية السوفييتية.
لا يحظر الدستور الياباني امتلاك الأسلحة النووية صراحة، إلا أن كون اليابان الدولة الوحيدة في العالم التي قاست من آثار القصف النووي جعلها دائما تؤكد اشمئزازها وعدم نيتها امتلاك هذا النوع من التسليح. وفي سعيها لهذا الهدف؛ حددت اليابان مجالات البحث العلمي والتطوير والاستخدام السلمي للطاقة النووية كمجالات مشروعة لاستخدام الطاقة الذرية وحظرت ما سوى هذه الأنشطة عبر إصدار القانون الأساسي للطاقة الذرية سنة 1956. كما حظرت اعتبارا من سنة 1956 تصنيع و امتلاك و نشر الأسلحة النووية في أراضيها. صادقت اليابان على معاهدة الحد من انتشار الأسلحة النووية سنة 1976 بعد إقرار المعاهدة من مجلس الأمن سنة 1968؛ كما أكدت على التزامها القاطع بعدم تطوير أو تصنيع أو نقل هذه الأسلحة عبر أراضيها. ورغم هذه التعهدات فإن لليابان قابليةً عاليةً لتطوير السلاح النووي نظرا لتوفرها على القدرات التقنية وعدد كبير من المفاعلات النووية على أراضيها. يشير الباحثون لإمكانية تطوير اليابان للسلاح النووي في فترة لا تتجاوز السنة الواحدة إذا توافرت الظروف السياسية والعسكرية اللازمة.
كما يرى العديد من المحللين اليابان دولة نووية بحكم الواقع.

وتوصف أنها على "بعد برغي واحد"
من الحصول على أسلحة نووية، أو أسلحة نووية جاهزة للاستخدام.
أقرت اليابان قانون الشئون الاقليمية يوم 28 مايو 1999 الذي يسمح بانتشار القوات اليابانية بشكل تلقائي في عمليات المساندة والدعم للقوات الأمريكية في حالة نشوب أي حرب إقليمية في الشرق الأقصى."

### القرن الحادي والعشرون

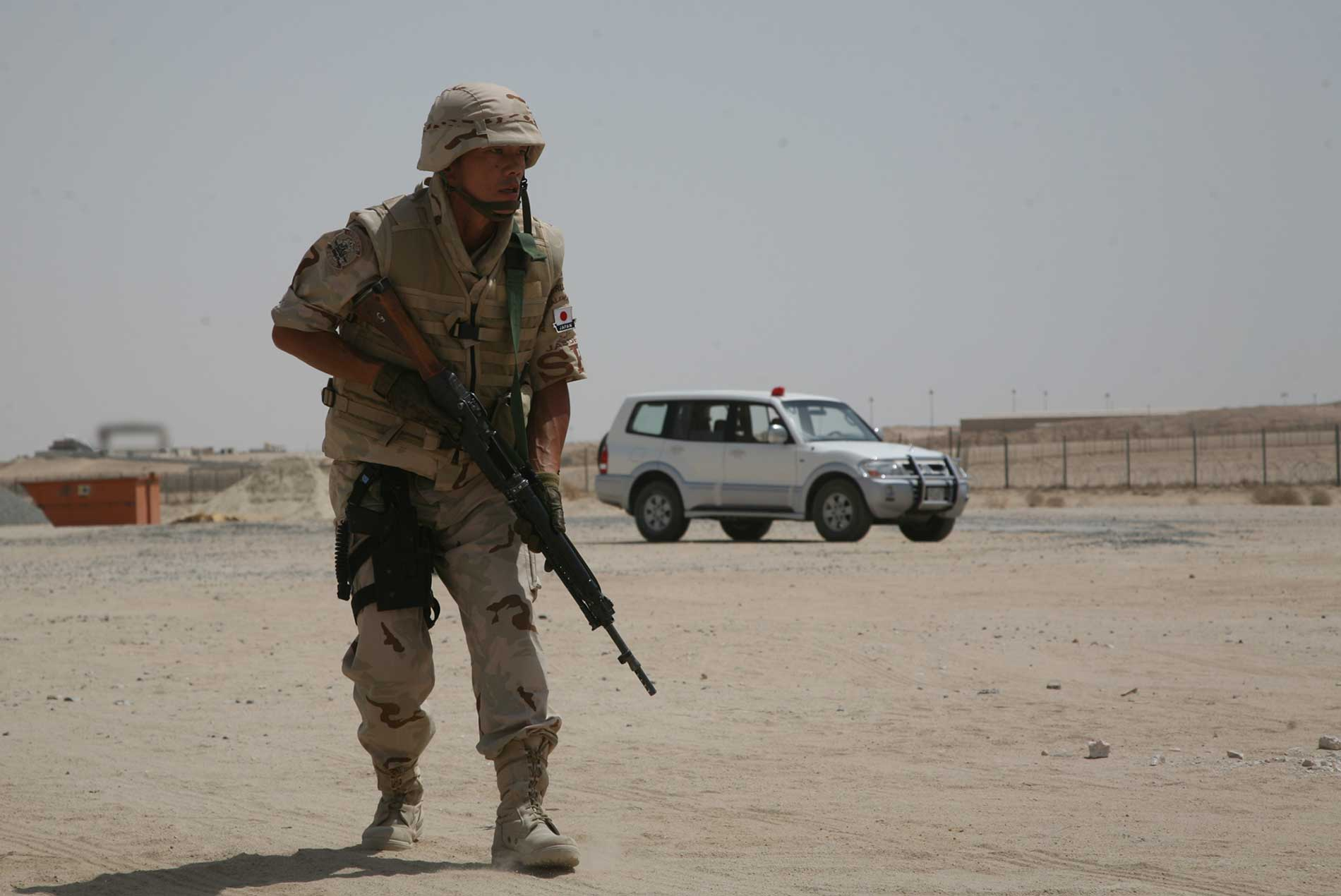
جندي ياباني خلال عمليات دعم الولايات المتحدة الأمريكية في العراق سنة 2008

أقرت اليابان قانون مكافحة الارهاب في التاسع و العشرين من أكتوبر سنة 2001. يمنح هذا القانون صلاحيات جديدة لقوات الدفاع الذاتي اليابانية من ضمنها الانتشار ضمن الجهود الدولية لمكافحة الارهاب واستخدام الأسلحة في الدفاع عن النفس ولحماية الأشخاص والمباني الواقعة تحت سيطرة القوات اليابانية. إعتبر هذا القانون تغيرا جذريا في السياسة اليابانية منذ سنة 1945 والتي تتسم بالنأي عن المشاركة في الأنشطة العسكرية.
أنشأت وكالة الدفاع اليابانية وحدة العمليات الخاصة كجزء من قوات الدفاع الذاتي البرية اليابانية في 27 مارس 2004. تهدف هذه الوحدة للقيام بأنشطة مكافحة الارهاب.
دعمت الحكومة اليابانية مشروع قانون يرفع من مستوى وكالة الدفاع اليابانية (باليابانية: 防衛庁) إلى وزارة في الحكومة تحت مسمى وزارة الدفاع (باليابانية: 防衛省) بتاريخ 8 يونيو 2006. تم إقرار القانون في البرلمان الياباني شهر ديسمبر 2006 ودخل حيز التنفيذ يوم 9 يناير 2007.
عُدل الشطر الثاني من الفقرة الثالثة لقانون قوات الدفاع اليابانية في نفس اليوم كي تتحول أنشطة قوات الدفاع الذاتي اليابانية في الخارج من أنشطة دفاعية محضة إلى أنشطة دفاعية وهجومية في آن واحد. كما سمحت هذه التعديلات بانتشار سفن قوات الدفاع الذاتي البحرية عبر العالم للمشاركة في عمليات الحماية من القرصنة. أدت هذه التعديلات لانشاء أول قاعدة عسكرية يابانية خارج حدود اليابان منذ الحرب العالمية الثانية في جيبوتي سنة 2010.

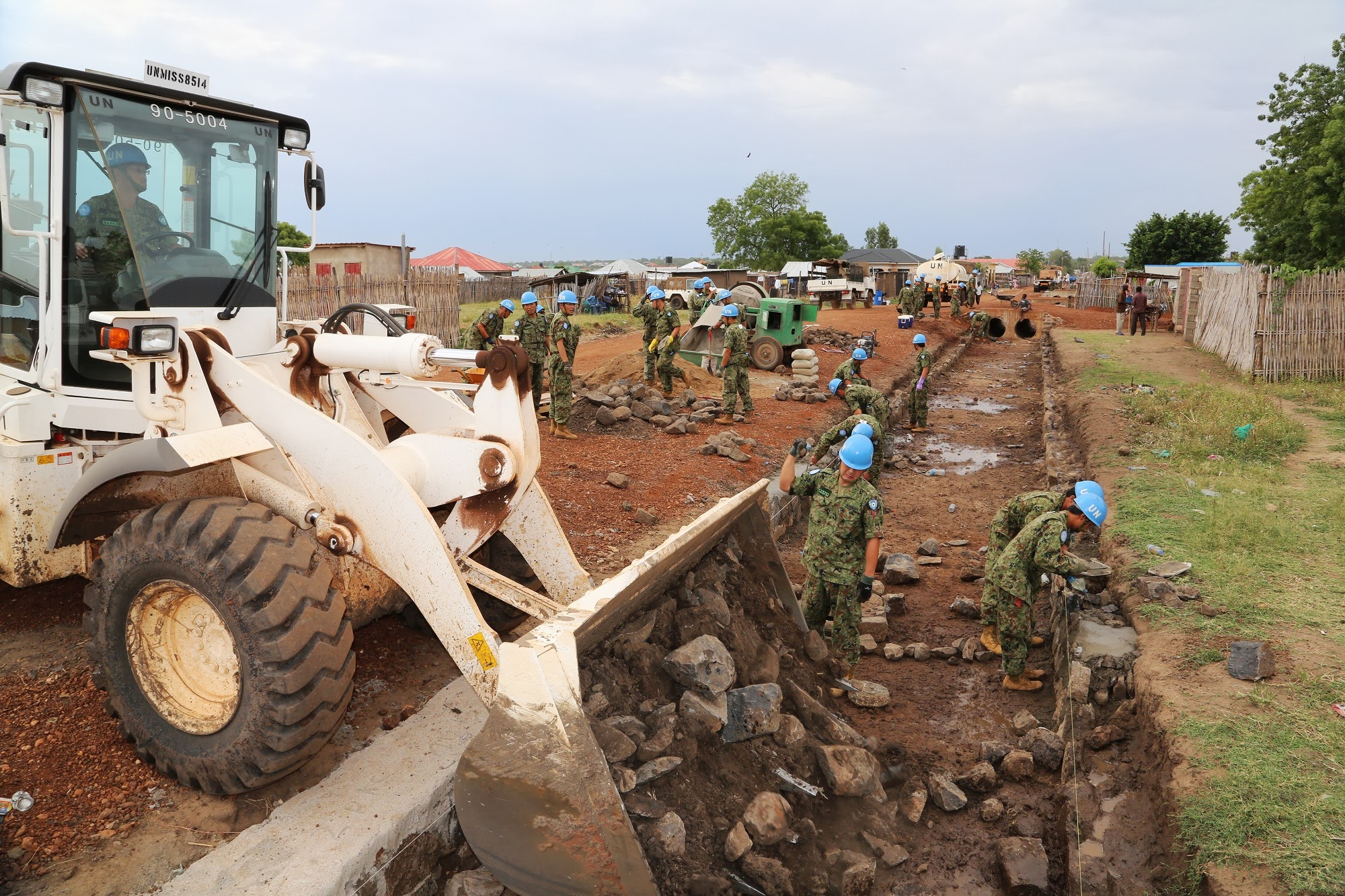
القوات اليابانية وهي تقوم بإنشاء طريق أثناء مشاركتها في قوات حفظ السلام بجنوب السودان

أقر البرلمان الياباني حزمة من القوانين الدفاعية في سبتمبر 2015 هدفها السماح للقوات اليابانية بالدفاع عن حلفائها في الخارج أثناء العمليات القتالية. كما تنص هذه القوانين على توفير المعدات والدعم اللوجيستي للحلفاء في عملياتهم القتالية حول العالم. من المواد الأخرى مادة تسمح لقوات الدفاع الذاتي اليابانية بحماية منشئات ومنصات الأسلحة التابعة للحلفاء خارج اليابان إذا أسهمت هذه الأنشطة في الدفاع عن اليابان. تُبَرر هذه القوانين داخليا بأن عدم الدفاع عن الحلفاء أثناء تعرضهم للهجوم يضعف فعالية التحالفات الأمر الذي يشكل خطرا على اليابان. تعد هذه القوانين التعديلات الأكبر التي تجريها اليابان في مجال الدفاع منذ نهاية الحرب العالمية الثانية.
تم تعديل قانون قوات الدفاع اليابانية مرة أخرى سنة 2015 ليحظر مشاركة موظفي و جنود قوات الدفاع الذاتي الياباني في أعمال العصيان الجماعي أو إصدار الأوامر العسكرية دون سلطة مسبقة أو عصيان الأوامر المدنية. أُصدرت هذه التعديلات لتكون بمثابة صمام أمان يمنع تكرار الأحداث التي سبقت سيطرة اليابان على الصين إبان الحرب العالمية الثانية.
نشر مصرف كريدي سويس السويسري نتيجة استطلاع أجري سنة 2015 صنف الجيش الياباني في الرتبة الرابعة عالميا بعد جيوش كل من الولايات المتحدة وروسيا والصين.
أقر البرلمان الياباني (الديت) سنة 2016 حزمة قوانين السلام و الأمن اليابانية التي تسمح بنشر القوات اليابانية لمواجهة أي اعتداء او تهديد لحياة ومصالح اليابانيين المقيمين خارج اليابان. كما زادت هذه القوانين من قدرات قوات الدفاع الذاتي اليابانية على المشاركة في حفظ الأمن والسلم الدوليين. أدت هذه التعديلات على القوانين اليابانية إلى تطوير العلاقة الدفاعية بين اليابان والولايات المتحدة، كما أبرزت اليابان كشريك دولي يمكن الاعتماد عليه لمجابهة التحولات الإقليمية والدولية.
أنشئت فرقة الإنتشار البرمائي السريع يوم 7 أبريل 2018 كأول فرقة انتشار سريع يابانية منذ انتهاء الحرب العالمية الثانية. تُدرب هذه الفرقة لمجابهة أي احتلال للجزر اليابانية. كما صرحت وزارة الدفاع اليابانية في أكتوبر 2018 أن العمر الاقصى للراغبين في الإنضمام لقوات الدفاع الذاتي اليابانية سيرفع من 26 سنة إلى 32 سنة بهدف ضمان توفر الموارد البشرية اللازمة لقوات الدفاع الذاتي اليابانية، خاصة في ضوء تناقص معدل المواليد في اليابان.
أعلنت وزارة الدفاع اليابانية إنشاء أول وحدة للحماية ضد الهجمات السيبرانية كجزء من الجيش الغربي المنضوي تحت لواء قوات الدفاع الذاتي البرية لليابان شهر مارس 2019 ضمن إستراتيجية اليابان للوقاية ضد الهجمات السيبرانية وحماية شبكات المعلومات اليابانية. كما أن من أهداف الوحدة حماية الإتصالات العسكرية للقوات العاملة في الجزر النائية التي لايمكن ربط اتصال آمن بها.
بدأت وزارة الدفاع في تطوير قذائف فرط صوتية بهدف الدفاع عن الجزر اليابانية النائية مثل جزر سينكاكو، كما أن اليابان تخطط لاستخدام هذه القدرات بالتوازي مع فرقة الانتشار البرمائي السريع للقيام بعمليات تأمين وإعادة الانتشار في هذه الجزر إذا ما تعرضت للهجوم أو الاحتلال.
أجرت القوات البريطانية أول تدريب مشترك مع القوات البرية اليابانية في منطقة أوياما بتاريخ 2 أكتوبر 2018. تعد هذه أول مرة تجري فيها قوات أجنبية غير أمريكية تدريبات مع القوات اليابانية داخل اليابان.
كما أجرت القوات اليابانية تدريبا مشتركا مع القوات المسلحة الهندية في ولاية ميزورام الهندية خلال الفترة بين 27 أكتوبر و 18 نوفمبر 2018. تضمنت هذه التدريبات القيام بمحاكاة التعامل مع هجمات ارهابية و العمل على تعزيز العلاقات العسكرية الثنائية.
أجرت القوات الأمريكية واليابانية في الفترة بين 29 أكتوبر و 2 نوفمبر 2018 أكبر مناورات عسكرية تقام في اليابان حتى 2018. سميت هذه المناورات بمناورات السيف الحريص وشارك فيها 57,000 جندي من كافة أفرع القوات المسلحة شكلت القوات اليابانية ما يقارب 47,000 فردا، كما شاركت سفينة إمداد كندية في هذه المناورات التي تضمنت محاكاة لعمليات جوية، وعمليات الدفاع ضد الصواريخ الباليستية وعمليات انزال بحري.

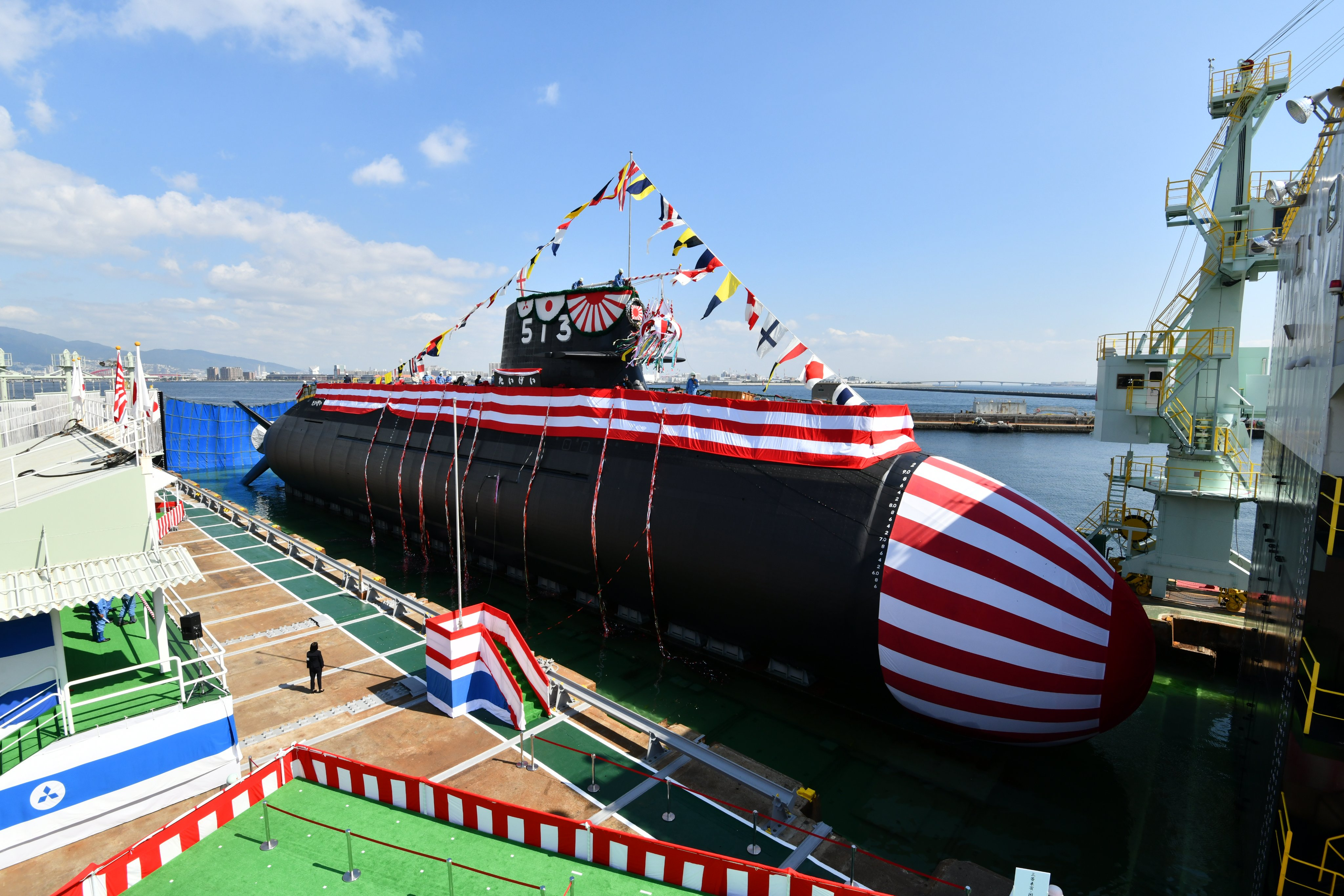
غواصة تايجي اليابانية اثناء حفل إطلاقها

كشفت اليابان النقاب عن غواصة تايجاي ((باليابانية: たいげい) | الحوت الكبير) يوم 4 أكتوبر 2018. يبلغ طول الغواصة 84 مترا وتزن 2,950 طنا. تعد هذه أول غواصة يابانية تعمل ببطاريات الليثيوم، وطورتها شركة ميتسوبيشي للصناعات الثقيلة. إستخدمت قوات الدفاع الذاتي البحرية اليابانية هذه الغواصة للمرة الأولى في شهر مارس 2020.
أقرت الحكومة اليابانية ارسال اول مهمة حفظ سلام لا تقودها الأمم المتحدة في الفترة بين 19 أبريل و 30 نوفمبر 2019 عبر ارسال قوات الدفاع الذاتي اليابانية ضباطا لمراقبة وقف إطلاق النار بين مصر وإسرائبل في شبه جزيرة سيناء ضمن قيادة القوات الدولية في سيناء.
كما أعلن وزير الدفاع الياباني تاكيشي إيوايا عزم اليابان على نشر صواريخ أرض-بحر من طراز تايب-12 في شهر مارس 2020. لهذه الصواريخ مدى يصل إلى 300 كلم وستستخدم في الدفاع عن جزر الريكوكيو. كما أن اليابان تعمل على تطوير صواريخ بمدى يصل إلى 1000 كيلومتر بهدف الدفاع عن جزرها النائية ضد أي هجوم محتمل.
وقعت اليابان والهند إتفاقية عسكرية مشتركة. تهدف هذه الإتفاقية إلى تبادل الدعم اللوجستي والخدمات. كما تهدف هذه الاتفاقية إلى زيادة التقارب بين الدولتين والحد من مخاطر السياسة الصينية المتسمة بالعدوانية في آسيا. تعد هذه الاتفاقية الأحدث في سلسلة اتفاقيات مشابهة وقعتها اليابان مع استراليا وكندا وفرنسا والمملكة المتحدة إضافة لاتفاقية الدفاع المشترك مع الولايات المتحدة.
قامت اليابان بتوقيع معاهدة شراكة دفاعية مع المملكة المتحدة تهدف إلى تعميق العلاقات الدفاعية بين البلدين في الخامس من مايو 2022. أشار نص الإعلان عن هذه المعاهدة إلى أن من أهدافها "مجابهة أنشطة الدول الاستبدادية والقسرية في أوروبا ومنطقة آسيا والمحيط الهادئ. بينما أدان رئيس وزراء اليابان فوميو كيشيدا ورئيس الوزراء البريطاني بوريس جونسون الغزو الروسي لأوكرانيا.
قامت اليابان و الولايات المتحدة بتوقيع اتفاقية دفاعية جديدة خلال زيارة الرئيس الأمريكي جو بايدن لطوكيو في 23 مايو 2022. وقعت هذه الإتفاقية نتيجة للتقارب الروسي الصيني في أعقاب الغزو الروسي لأوكرانيا و زيادة النشاط العسكري في محيط اليابان.
أرسلت الحكومة اليابانية احتجاجا رسميا للصين في ضوء سقوط 5 صواريخ صينية بالقرب من هاتيروما داخل المنطقة الاقتصادية الحصرية لليابان في 4 أغسطس 2022. أطلقت الصين هذه الصواريخ خلال مناورات عسكرية أجريت خلال زيارة نانسي بيلوسي لتايوان.
وققعت اليابان و أستراليا إتفاقية ثنائية جديدة للتعاون تشمل المجالات العسكرية وأنشطة الاستخبارات والأمن السيبراني في الثاني والعشرين من أكتوبر 2022. تعتبر هذه الاتفاقية استكمالا لإتفاقية 2007 الثنائية. كما تعد هذه الاتفاقية الأولى من نوعها بين اليابان ودولة أخرى غير الولايات المتحدة الأمريكية.
أعلنت اليابان في 16 ديسمبر 2022 تغييرا جذريا في سياساتها الدفاعية التي اتسمت بتركيزها على الدفاع فقط عندما أعلنت امتلاكها لقدرة الضربات المضادة ضد القواعد المعادية و شبكات الإتصال والتحكم باستخدام الصواريخ بعيدة المدى. كما أعلنت عن رفع ميزانية الدفاع إلى 2% من الناتج القومي المحلي (43 تريليون ين أو ما يعادل 315 مليار دولار أمريكي) بحلول 2027.
أعلنت اليابان قيامها بالتخطيط لنشر صواريخ مضادة للسفن من طراز تايب-12 الفرط صوتية، وصواريخ توماهوك الأمريكية بحلول سنة 2026.

## التنظيم الهيكلي

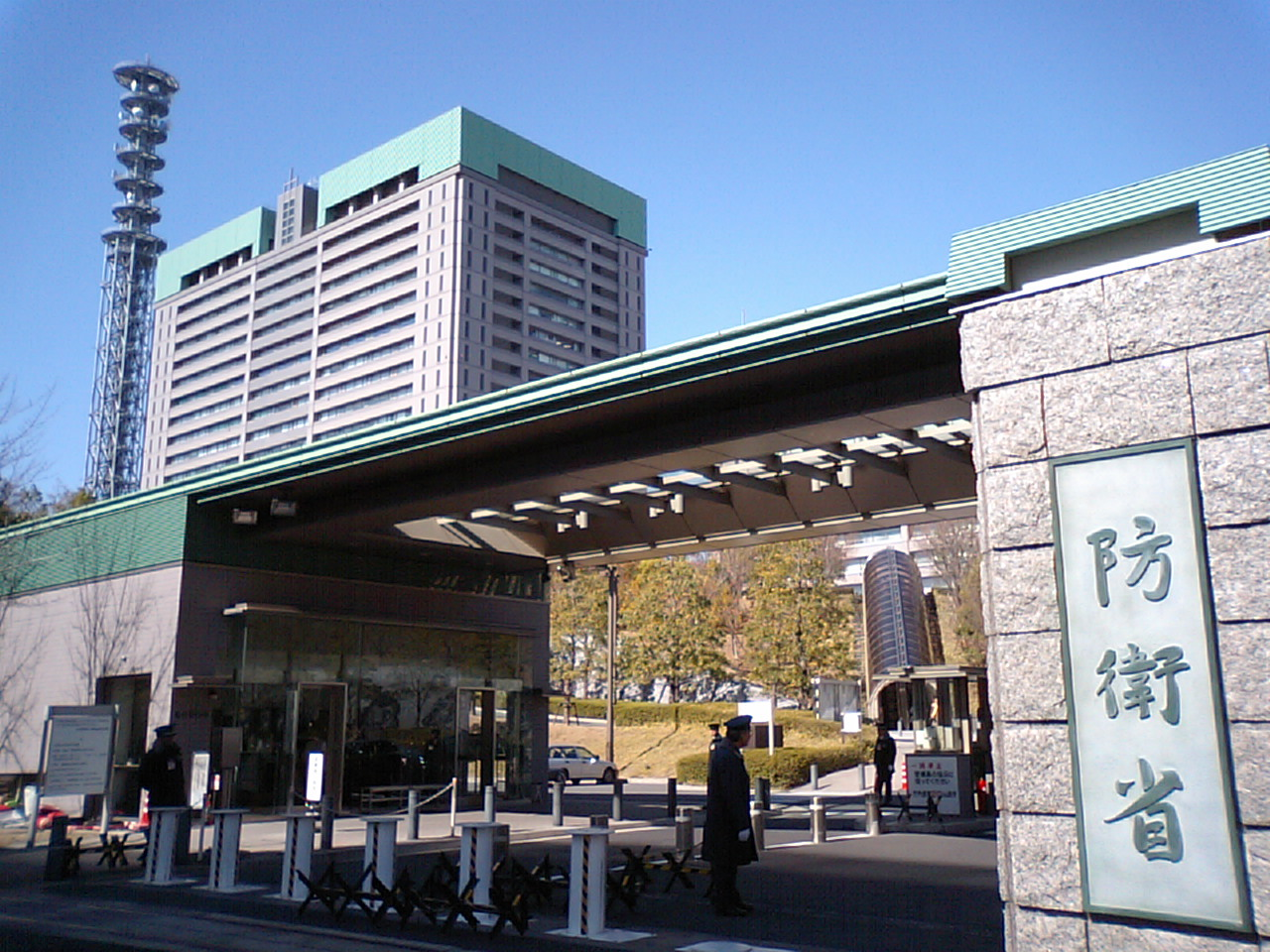
مبنى وزارة الدفاع اليابانية في طوكيو

يعتبر رئيس وزراء اليابان القائد الاعلى لقوات الدفاع الذاتي اليابانية.
تتدرج السلطة من رئيس الوزراء إلى وزير الدفاع في الحكومة اليابانية.أ
يستشير رئيس الوزراء ووزير الدفاع رئيس الأركان العامة ((باليابانية: 統合幕僚長) نقحرة: توجو باكوريو تشو) الذي يرأس لجنة الأركان المشتركة ((باليابانية: 統合幕僚監部) نقحرة: توجو باكوريو كانبو). تضم لجنة الأركان المشتركة مساعدي رئيس الأركان ومساعد رئيس الأركان للشئون الادارية وتتكون مع عدة أقسام و اختصاصيين في مجالات شتى.
كما يرأس كل فرع من فروع قوات الدفاع الذاتي اليابانية رئيس أركان خاص بها.
يعتبر رئيس الأركان العامة أعلى الضباط درجة في قوات الدفاع الذاتي اليابانية ويمنح رتبة فريق أول (جنرال بأربع نجوم). لرئيس الأركان العامة سلطة مطلقة على كافة قوات الدفاع الذاتي اليابانية، وينفذ الأوامر الصادرة من وزير الدفاع بتوجيه من رئيس الوزراء.
كما يشرف على عمليات كافة أفرع القوات اليابانية، وتعهد له قيادة الجيوش في حال الحرب، بينما يقتصر دوره على تشكيل السياسات و تنسيق أعمال قوات الدفاع الذاتي اليابانية في وقت السلم. ويتدرج السلم الهيكلي نزولا إلى رؤساء أركان الفروع الذي يملك كل منهم سلطة إدارية على قواتهم.

### الأفرع الرئيسية

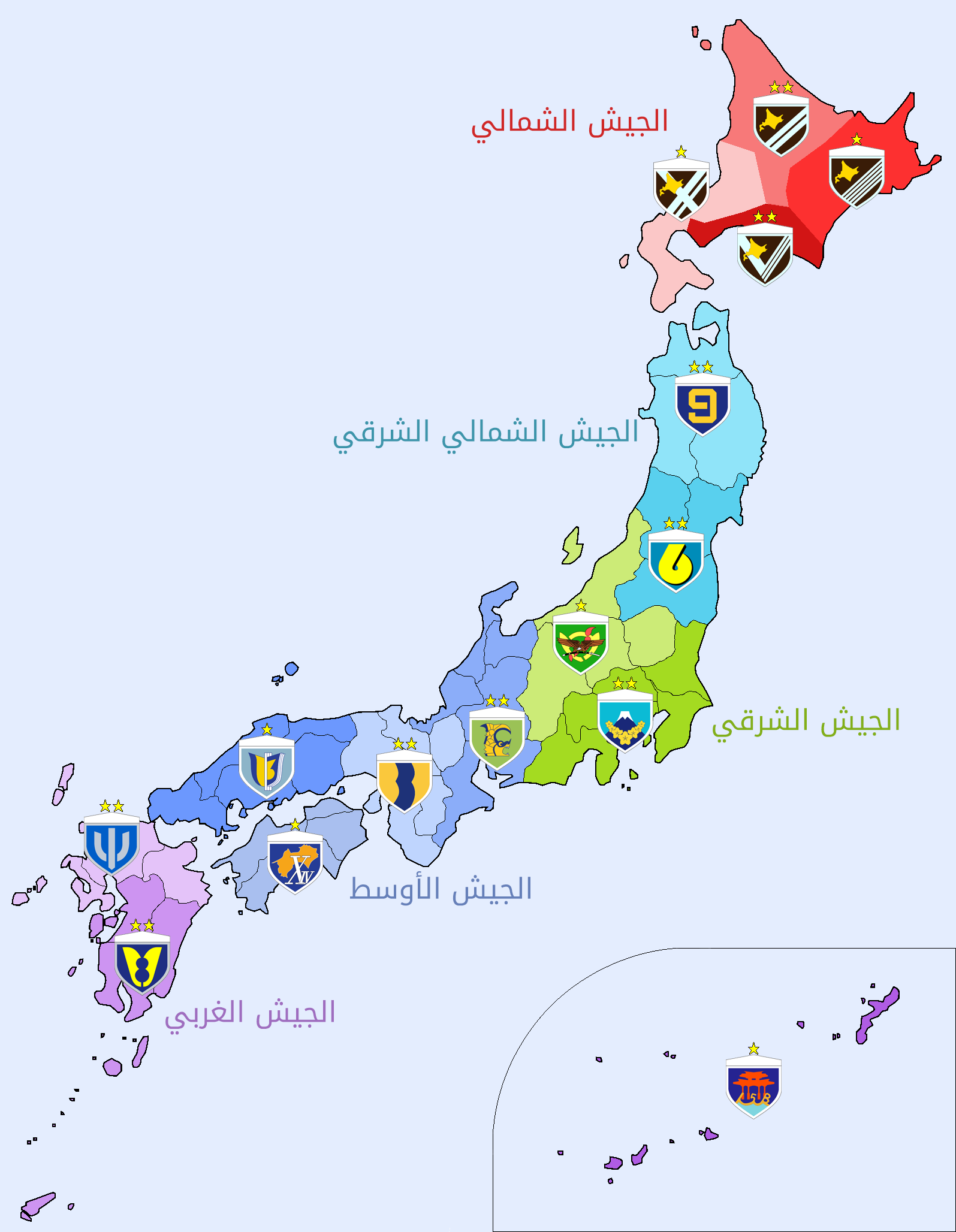
تقسيم مناطق جيوش قوة الدفاع الذاتي البرية اليابانية

- قوة الدفاع الذاتي البرية اليابانية
- قوة الدفاع الذاتي البحرية اليابانية
- قوة الدفاع الذاتي الجوية اليابانية

#### تقسيم القيادات حسب الأفرع
- قوة الدفاع الذاتي البرية اليابانية: 5 جيوش لكل جيش قيادة منفصلة.
- قوة الدفاع الذاتي البحرية اليابانية: 5 مناطق عمليات بحرية لكل منطقة عمليات قيادة منفصلة.
- قوة الدفاع الذاتي الجوية اليابانية: 4 مناطق دفاع جوي لكل منطقة قيادة منفصلة.

## السياسات الدفاعية

### مجلس الأمن الوطني
أسس مجلس الأمن الوطني الياباني في الرابع من ديسمبر 2013 بهدف تكوين إطار شامل لإجراء أي نقاشات استراتيجية تحت سلطة رئيس الوزراء. يجتمع المجلس بصفة دورية، كما يمكن أن يجري اجتماعات طارئة في حالات الأزمات السياسية أو العسكرية.

### استراتيجية الأمن الوطني
تم استحداث استراتيجية للأمن الوطني في السابع عشر من ديسمبر 2013. تهدف هذه الاستراتيجية لتوجيه السياسة الداخلية والجهود الدبلوماسية وسياسات الدفاع في الأمور المتعلقة بالأمن الوطني الياباني. من ضمن توجهات هذه الاستراتيجية المبادرة للقيام بجهود فعالة لحفظ و تدعيم الامن الياباني في المحيطين الإقليمي و الدولي.
قامت الحكومة اليابانية في 25 يوليو 2018 بتدشين خطة تستمر لثلاث سنوات بهدف مجابهة الهجمات السيبرانية وتدعيم البنى التحتية لليابان قبل انطلاق الألعاب الأولمبية الصيفية 2020 التي أقيمت في طوكيو.
حدثت اليابان سياستها الدفاعية في ديسمبر 2022. تتضمن التحديثات مضاعفة الإنفاق الدفاعي ليتخطى الحد التاريخي البالغ 1% من الناتج المحلي. كما أعلنت اليابان سعيها للاستثمار في قدرات الرد بما في ذلك شراء صواريخ جوالة أمريكية من طراز بي جي إم-109 توماهوك وتطوير نظم أسلحة محلية بما في ذلك الأسلحة الفرط صوتية وصواريخ بمدى يتجاوز 3000 كيلومتر.

### العوائق تحت الدستور الياباني

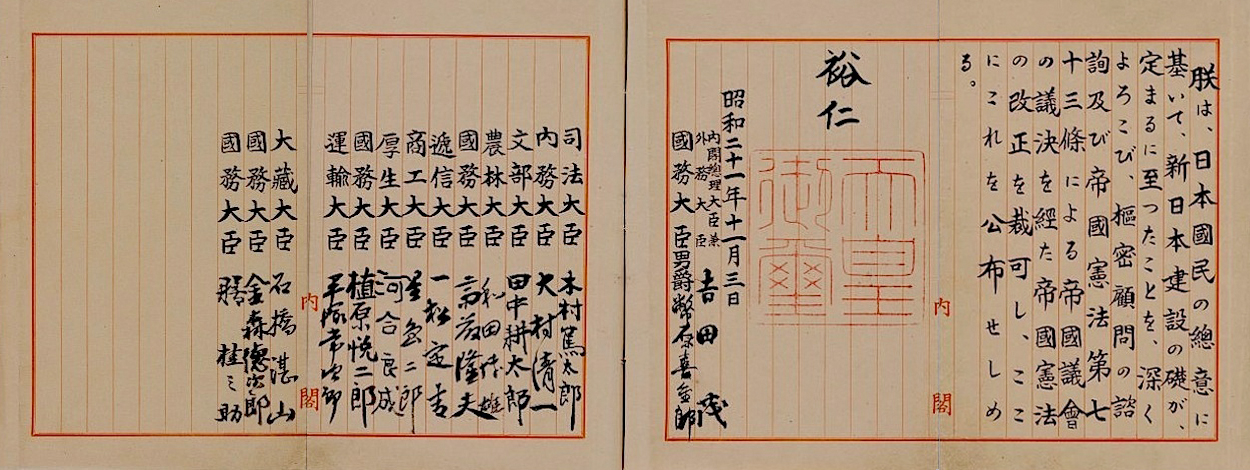
النسخة الأصلية من دستور اليابان وتحمل توقيع وختم الإمبراطور.

تحظر المادة التاسعة في دستور اليابان إنشاء جيش نظامي أو استخدام القوة كسبيل لفض النزاعات. لكن نقاشا متعاظما في الأوساط اليابانية بدأ سنة 2000 بهدف تعديل نص هذه المادة أو إلغائها نهائيا من الدستور الياباني. تفسر هذه المادة بكونها تسمح باستخدام القوة في حالة الدفاع عن النفس الأمر الذي يحد من قدرات قوات الدفاع الذاتي اليابانية.
لا تمتلك اليابان أي وسائل هجوم طويلة المدى كالصواريخ الباليستية متوسطة المدى أو الصواريخ العابرة للقارات. ورغم أن اليابان تنوي الحصول على صواريخ بمدى يزيد عن 3000 كلم وتطوير أسلحة بمدى يزيد عن 1000 كلم، إلا أن المادة التاسعة من الدستور تقضي بألا تستخدم كأسلحة هجومية، بل كأسلحة للرد على أي هجمات محتملة.

### الميزانية الدفاعية

ترتيب الدول العشر الأوائل من ناحية النفقات العسكرية حسب تقرير معهد ستوكهولم الدولي لبحوث السلام SIPRI

أعلن رئيس وزراء اليابان ميكي تاكيو سنة 1976 أن الانفاق الدفاعي سيبقى بحدود 1% من الناتج المحلي، وتم احترام هذا السقف من حتى سنة 1986.
بحلول سنة 2005 تجاوز الإنفاق الدفاعي 3% من الناتج القومي الياباني الاجمالي، تم صرف نصف هذه المبالغ على رواتب العاملين بينما صرف الباقي على ميزانية التسليح والعمليات والإدارة.
بحلول سنة 2011، أصبحت اليابان ثامن أكثر دول العالم إنفاقا على الدفاع.
أشارت الميزانية الدفاعية لليابان سنة 2015 نفقات تقدر ب 4.98 ترليون ين (ما يقارب 42 مليار دولار أمريكي، أو 1% من الناتج القومي الإجمالي) مرتفعة بنسبة 2.8% مقارنة بالسنة السابقة.
حسب معهد ستوكهولم الدولي لبحوث السلام، فإن ميزانية الدفاع اليابانية لسنة 2020 بلغت 55.774 مليار دولار أمريكي مشكلة 1.1% من الناتج القومي المحلي، وشكلت نسبة 2.5% من المصروفات الحكومية. كما أن اليابان أضحت في الرتبة السادسة عالميا من حيث الإنفاق الدفاعي

## نشر أنظمة الدفاع ضد الصواريخ البالستية

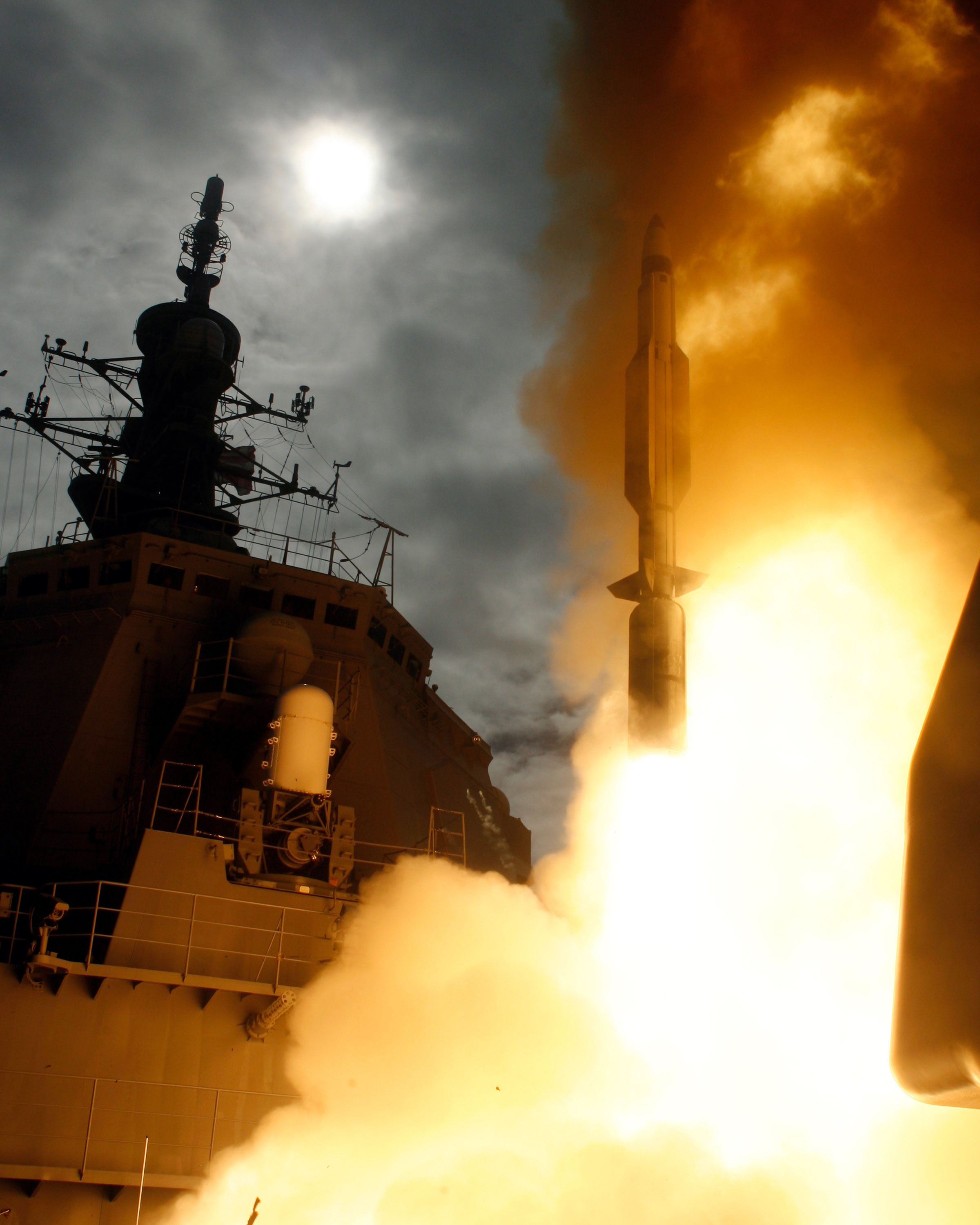
مدمرة الصواريخ الموجهة كونغو (DDG-173) أثناء إطلاق صاروخ من طراز ستاندارد ميسايل 3 لإعتراض صاروخ باليستي في ميدان الرماية بالمحيط الهادي شهر ديسمبر 2007

بُعيد إطلاق كوريا الشمالية للقمر الصناعي كوانغميونسونغ-1 ((هانغل: 광명성 1호) النجم الساطع-1) في أغسطس 1998 والذي تعتبره المصادر تجربة لإطلاق صاروخ باليستي، قررت اليابان في شهر أغسطس 1999 الانضمام لبرنامج اعتراض الصواريخ الباليستية الأمريكي حيث وقعت مع ألمانيا والولايات المتحدة مذكرة تفاهم للقيام بأعمال البحث والتطوير لنظام أيجيس المضاد للصواريخ.
اتخذت اليابان خطوة إضافية في هذا المجال سنة 2003 عندما نشرت ثلاث أنظمة صواريخ دفاعية ضد الصواريخ البالستية: مركبات الدفاع الجوي، نظام أيجيس البحري المضاد للصواريخ، ونظام إم آي إم-104 باتريوت باك 3.
كما تم تحديث مدمرات الصواريخ الموجهة من طراز كونغو (باليابانية: こんごう) اليابانية وعددها 4 مدمرات التابعة لقوة الدفاع الذاتي البحرية اليابانية لتتضمن قدرات الدفاع ضد الصواريخ البالستية.
قامت المدمرة اليابانية كونغو (رقم DDG-173) بإسقاط صاروخ بالستي بنجاح يوم 17 ديسمبر 2007 أثناء تجربة لإطلاق صاروخ ستاندارد ميسايل 3 في ميدان الرماية بالمحيط الهادي بالقرب من جزر هاواي.
قامت قوات الدفاع الذاتي اليابانية بتجربة إطلاق أول صاروخ من طراز إم آي إم-104 باتريوت باك 3 المحدث في ولاية نيوميكسيكو الأمريكية يوم 17 سبتمبر 2008.
 و تم نشر هذه الأنظمة قرب كبريات المناطق العمرانية اليابانية بما في ذلك طوكيو وأوساكا وناغويا وسابورو وقاعدة ميساوا الجوية وأوكيناوا.
كما أن اليابان تساهم في بحوث تطوير أربع أقسام من نظام أيجيس الصاروخي: مخروط المقدمة، ومستشعر الأشعة تحت الحمراء، والرأس الحربية، ومحرك الصاروخ.
أعلنت اليابان في 30 يوليو 2018 اختيار شركة لوكهيد مارتن لبناء أنظمة رادارية بقيمة 1.2 مليار دولار كجزء من خطة نشر أنظمة ووحدات من صواريخ أيجيس برا. تهدف هذه الوحدات لزيادة القدرات الدفاعية ضد الصواريخ البالستية. كما صرحت وزارة الدفاع في نفس اليوم عن نيتها سحب صواريخ باتريوت من الأجزاء الشمالية والغربية من اليابان بعد انخفاض حدة التوتر مع كوريا الشمالية. صرح مسئولون في الوزارة أن احتمالية إطلاق كوريا الشمالية لصاروخ باليستي انخفضت بعد القمة الكورية الأمريكية، لكن وزارة الدفاع ستبقي على جاهزيتها لتدمير أي صواريخ تطلق تجاه اليابان، مع إمكانية نشر هذه الوحدات بسرعة إذا ما تغيرت الوضعية السياسية.
أعلنت وزارة الدفاع اليابانية في 31 أغسطس 2022 أن قوات الدفاع الذاتي البحرية اليابانية ستقوم بتشغيل سفينتين مجهزتين بنظام أيجيس الدفاعي (باليابانية:  イージス・システム搭載艦) لتعوض الأنظمة البرية التي تم إلغاؤها. يتوقع دخول أولى هذه السفن للخدمة بنهاية السنة المالية 2027، والثانية بنهاية السنة المالية 2028. قدمت طلبات التمويل لإنشاء هذه السفن على هيئة "طلبات شراء" دون تحديد القيمة، ويتوقع أن توافق الجهات التشريعية على هذه الأوامر في السنة المالية 2023 على أن يبدأ العمل في تدشين السفن سنة 2024. يتوقع أن يبلغ وزن هذه السفن 20,000 طن للسفينة، ما يجعلها أكبر السفن التي استَنشَأَتها قوات الدفاع الذاتي البحرية اليابانية.

## القوات البرمائية

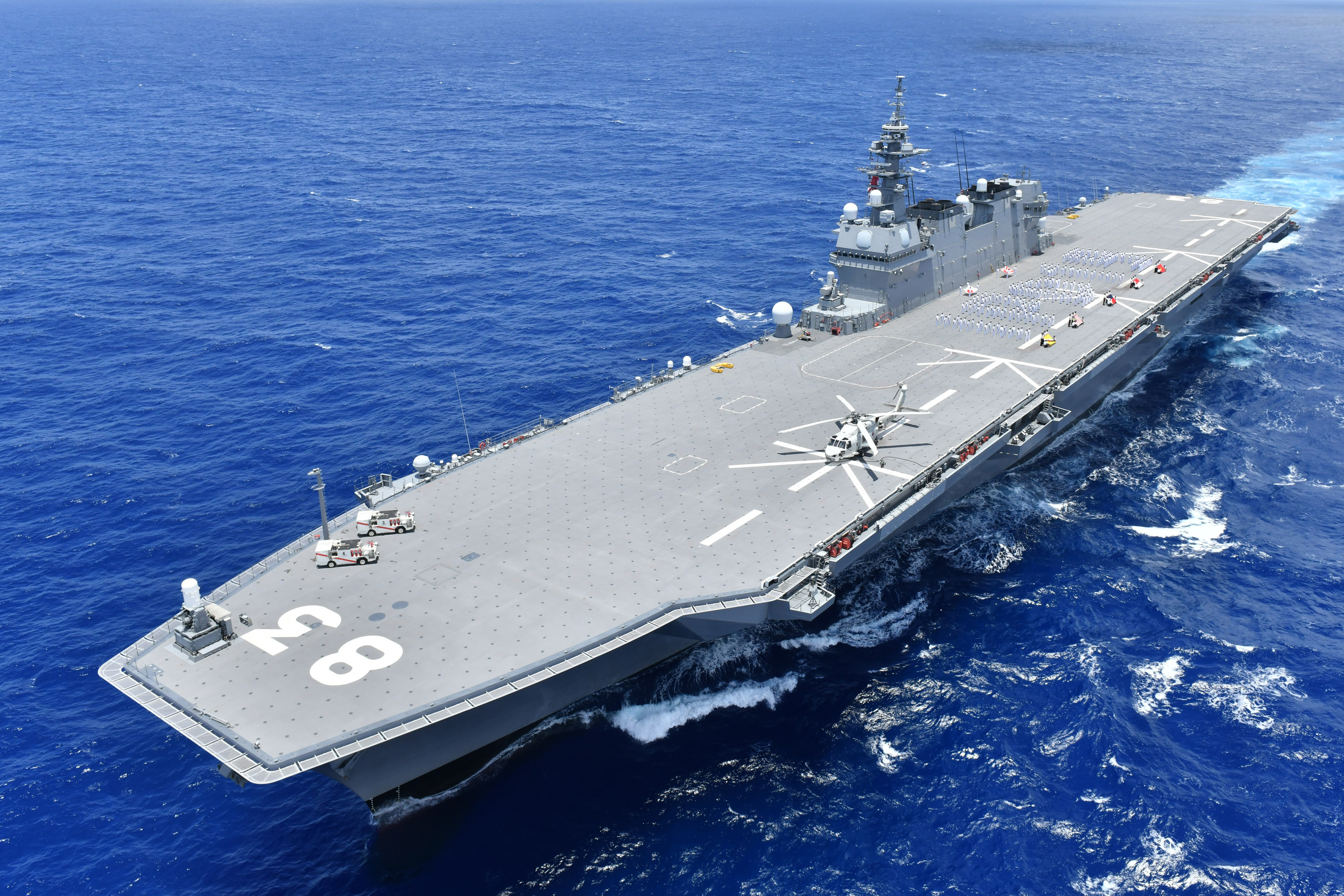
المدمرة حاملة الطائرات العمودية اليابانية فئة إيزومو خلال تدريبات بحرية سنة 2019

في ضوء التوترات مع الصين بخصوص حالة جزر سينكاكو، باشرت اليابان بإنشاء وحدة تدخل سريع برمائية سنة 2016. تعد هذه أول وحدة من نوعها تنشئها اليابان منذ نهاية الحرب العالمية الثانية وتهدف للقيام بعمليات الإنزال البحري واستعادة المناطق التي قد يحتلها العدو.
تم تفعيل الوحدة رسميا بتاريخ 7 أبريل 2018 خلال احتفالية في قاعدة آينورا البحرية في جزيرة كيوشو الجنوبية الغربية. شكلت هذه الوحدة القتالية للدفاع عن الجزر التابعة لليابان والجزر التي تدعي اليابان ملكيتها في بحر الصين الشرقي في ضوء ارتفاع معدلات الإنفاق العسكري الصيني وبروز أطماع الصين في المنطقة.
كما قررت وزارة الدفاع اليابانية تحويل المدمرات حاملة الطائرات العمودية من فئة إيزومو (باليابانية: いずも型護衛艦) والبالغ عددها سفينتين إلى حاملات طائرات لها القدرة على إطلاق واسترداد الطائرات النفاثة من طراز لوكهيد مارتن إف-35 بي ضمن خططها لتعزيز قدراتها على حماية وتأمين جزرها النائية من أي هجمات عدائية. يجعل هذا التحويل السفينتين أول حاملتي طائرات يابانيتين في الخدمة منذ انتهاء الحرب العالمية الثانية.

## القتال بدون أسلحة

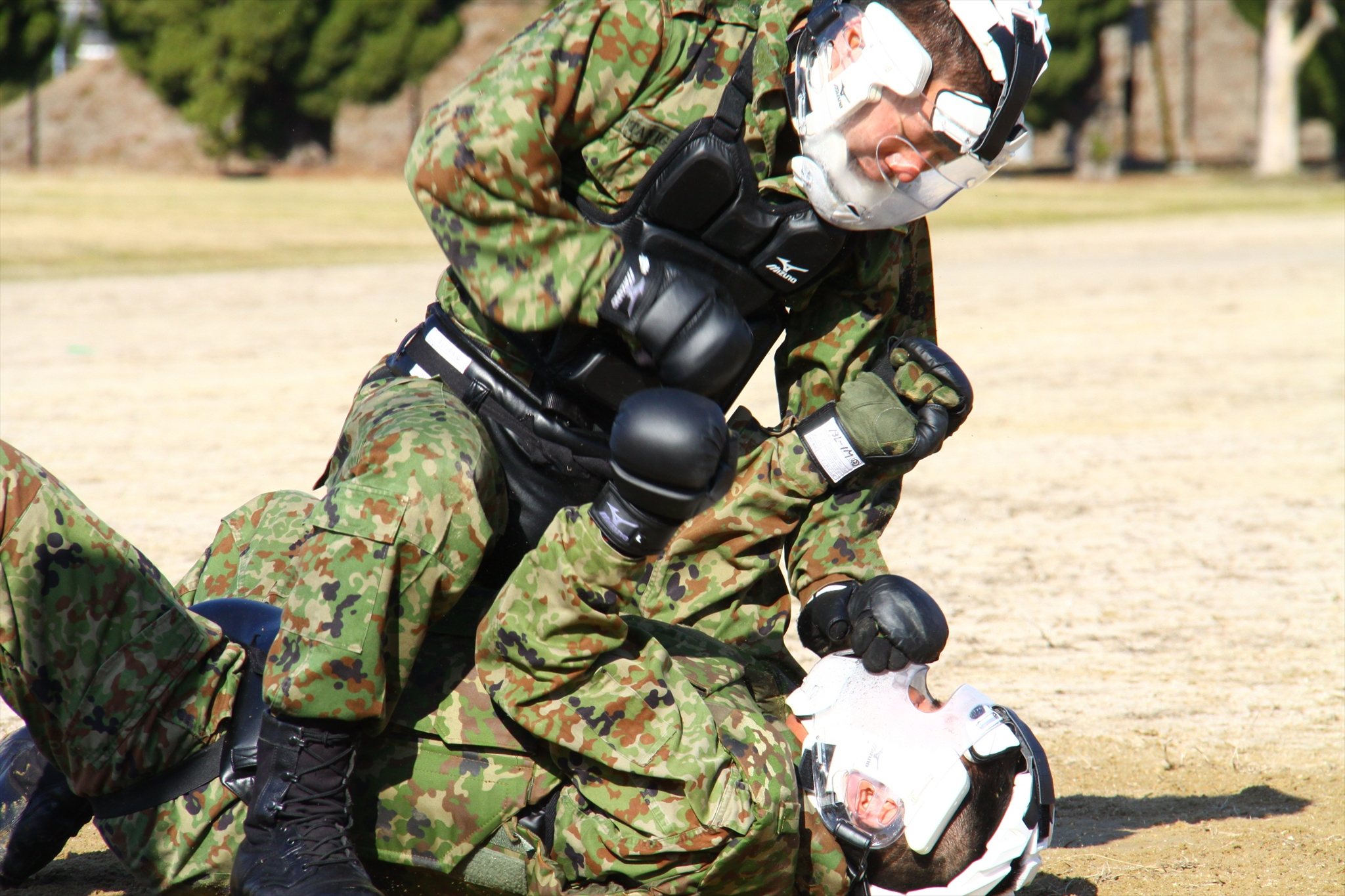
تدريبات على تقنيات القتال بدون أسلحة في قوات الدفاع الذاتي اليابانية

لأفراد قوات الدفاع الذاتي اليابانية نظام للدفاع عن النفس دون استخدام الأسلحة ((باليابانية: 自衛隊格闘術) نقحرة:جييتاي كاكوتو جوتسو). تم تطوير هذا النظام سنة 1959 بناءً على تقنيات القتال بالسكاكين و المدي التي استخدمت من قوات الجيش الإمبراطوري الياباني. يعتمد هذا النظام على منهج تدريبي يتضمن تدريبات كيمبو وآيكيدو شوطوكان وتوميكي ريو.

تم تعديل التدريبات في 2008 لزيادة التركيز على تقنيات الخنق ((باليابانية: 絞技) نقحرة: شيمي وازا) والرمي ((باليابانية: 手裏剣術) نقحرة: شيروكين جتسو) وتدريبات القتال بالسكاكين.

## الإنتشار

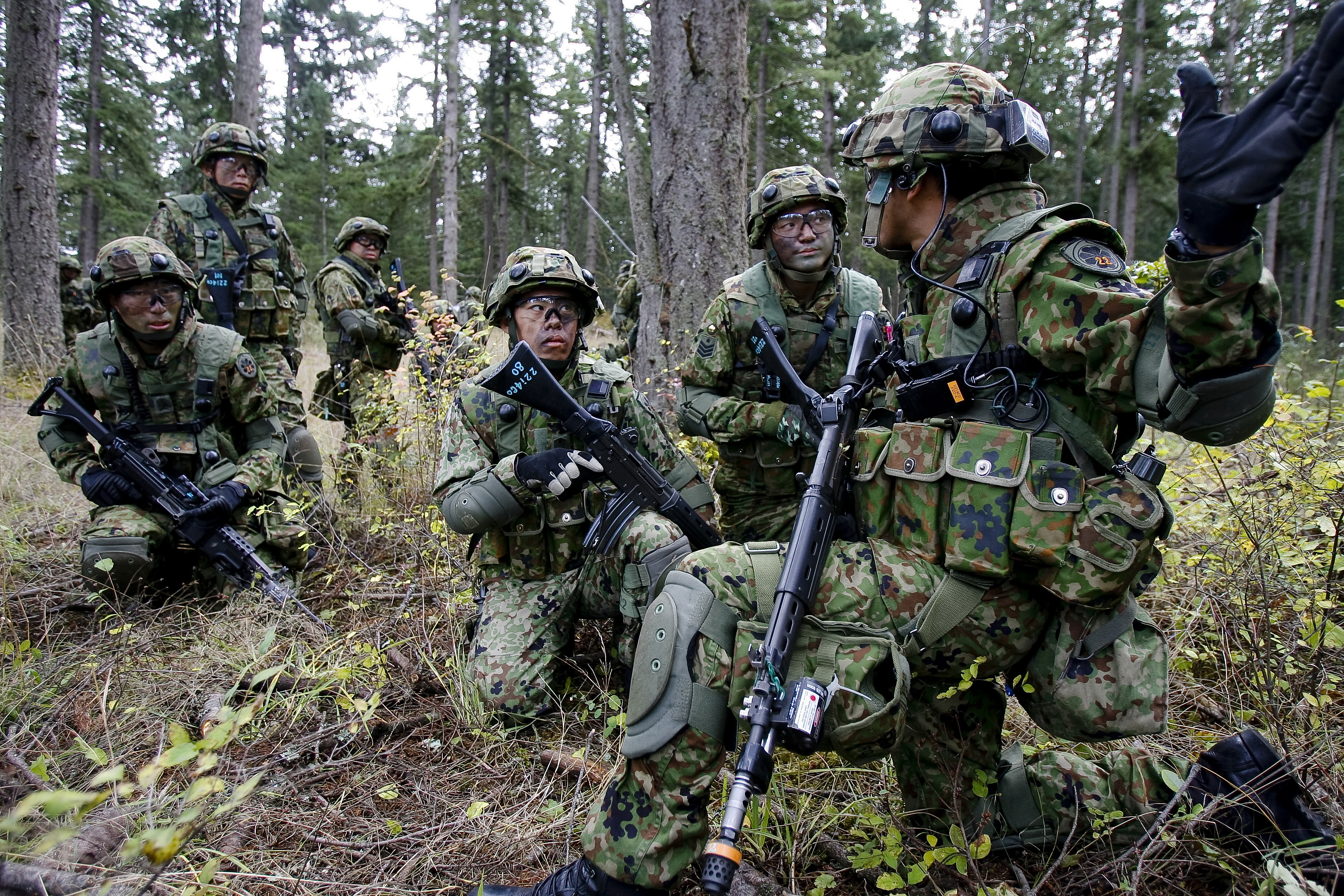
قوات الدفاع الذاتي اليابانية أثناء التدريبات

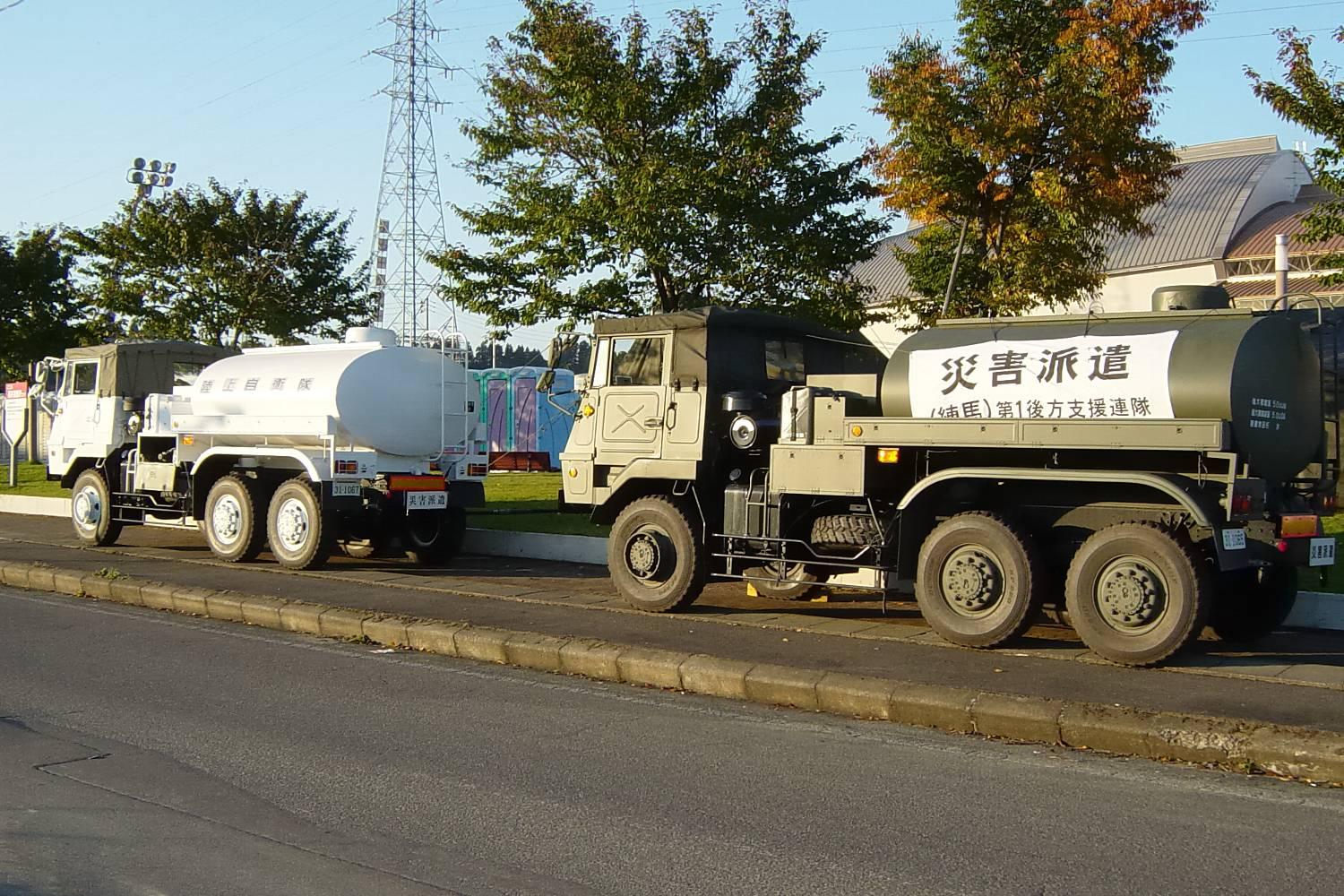
المساهمة في عمليات الإنقاذ

حُدد الإطار العام لعدد المجندين والعتاد لكل فرع من أفرع القوات حسب المهمة المناطة للفرع. فعلى سبيل المثال، وكل للقوات البرية الدفاع عن أراضي اليابان من الغزو البري وحماية أراضي اليابان من أي مخاطر تهدد الأمن القومي. لذا فإن من مهامها الإنتشار في كافة ربوع البلاد وحماية مقار وقواعد كافة أفرع قوات الدفاع الذاتي اليابانية. وكل لقوة الدفاع الذاتي البحرية اليابانية حماية اليابان من أي غزو بحري، وخفر سواحلها، وكسح الألغام البحرية، وتأمين الخلجان والمضائق والمسطحات المائية المحيطة بها. بينما وكل لقوات الدفاع الذاتي الجوية مهمة تأمين الطائرات، والدفاع الجوي، وتأمين الغطاء الجوي للقوات البرية والبحرية، وعمليات الاستطلاع الجوي وعمليات الرصد والحماية والإنذار المبكر.
حددت المادة 83 من قانون الدفاع الذاتي لسنة 1954 واجبات القوة أثناء الكوارث الطبيعية وإدارة الطوارئ. تلزم هذه المادة القوات بالاستجابة لكافة طلبات العون التي تقدمها حكومات الأقاليم لمكافحة الحرائق وعمليات البحث والإنقاذ وإدارة الفيضانات عبر تدعيم القنوات والسدود.
لم تستخدم قوات الدفاع الذاتي اليابانية في عمليات الشرطة، ولا يتوقع أن تستخدم في أي عمليات متعلقة بحفظ الأمن الداخلي.

### عمليات الإنتشار خارج حدود اليابان
منذ سنة 1991، نشرت القوات اليابانية وأسهمت في أنشطة خارج اليابان كالمشاركة في عمليات حفظ السلام وعمليات الإغاثة والإنقاذ وعمليات مكافحة أنشطة القرصنة.
رفع رئيس الوزراء الياباني السابق شينزو آبي في يوليو 2014 الحظر على إرسال القوات اليابانية في عمليات قتالية خارج حدود اليابان في بادرة لرفع كفاءة وجاهزية القوات اليابانية لمواجهة التهديدات الصينية المتنامية وبرنامج كوريا الشمالية النووي. ورغم أن المادة التاسعة من الدستور تحظر استخدام الحرب كوسيلة لحل النزاعات، فإن الحكومة اليابانية صرحت أنها قد تسعى مستقبلا لإعادة تفسير معنى هذا الحظر.

#### مهمات حفظ السلام

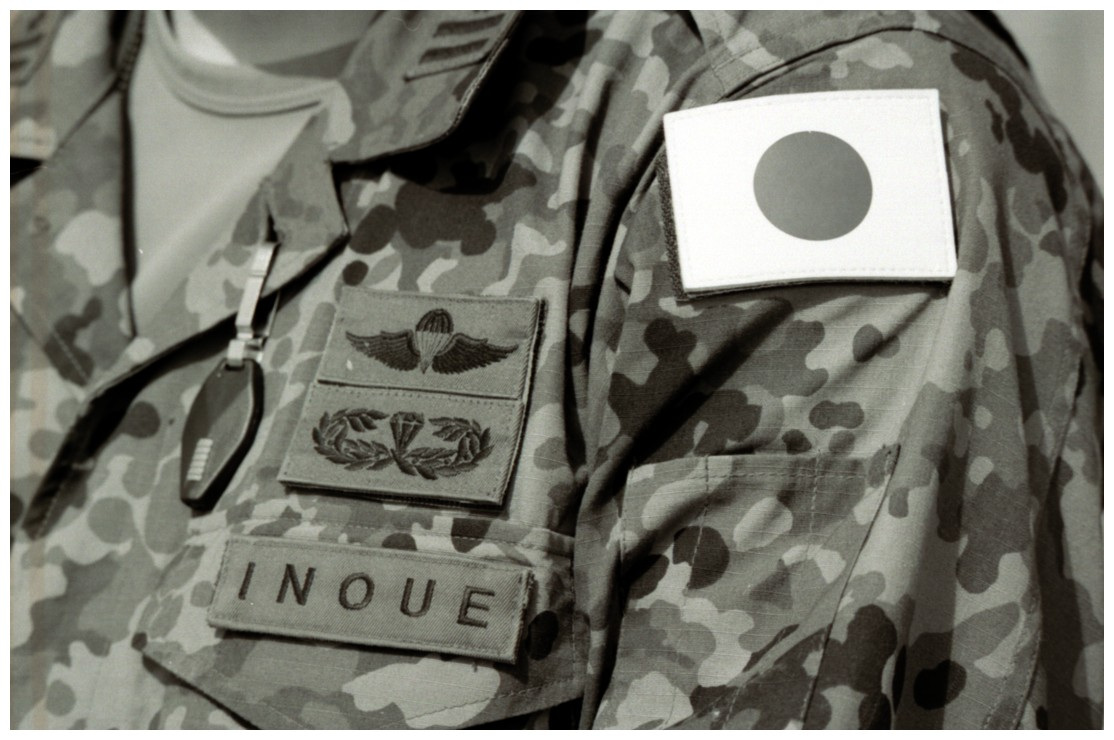
شارة جندي ياباني مشارك في مهام حفظ السلام بالعراق سنة 2005

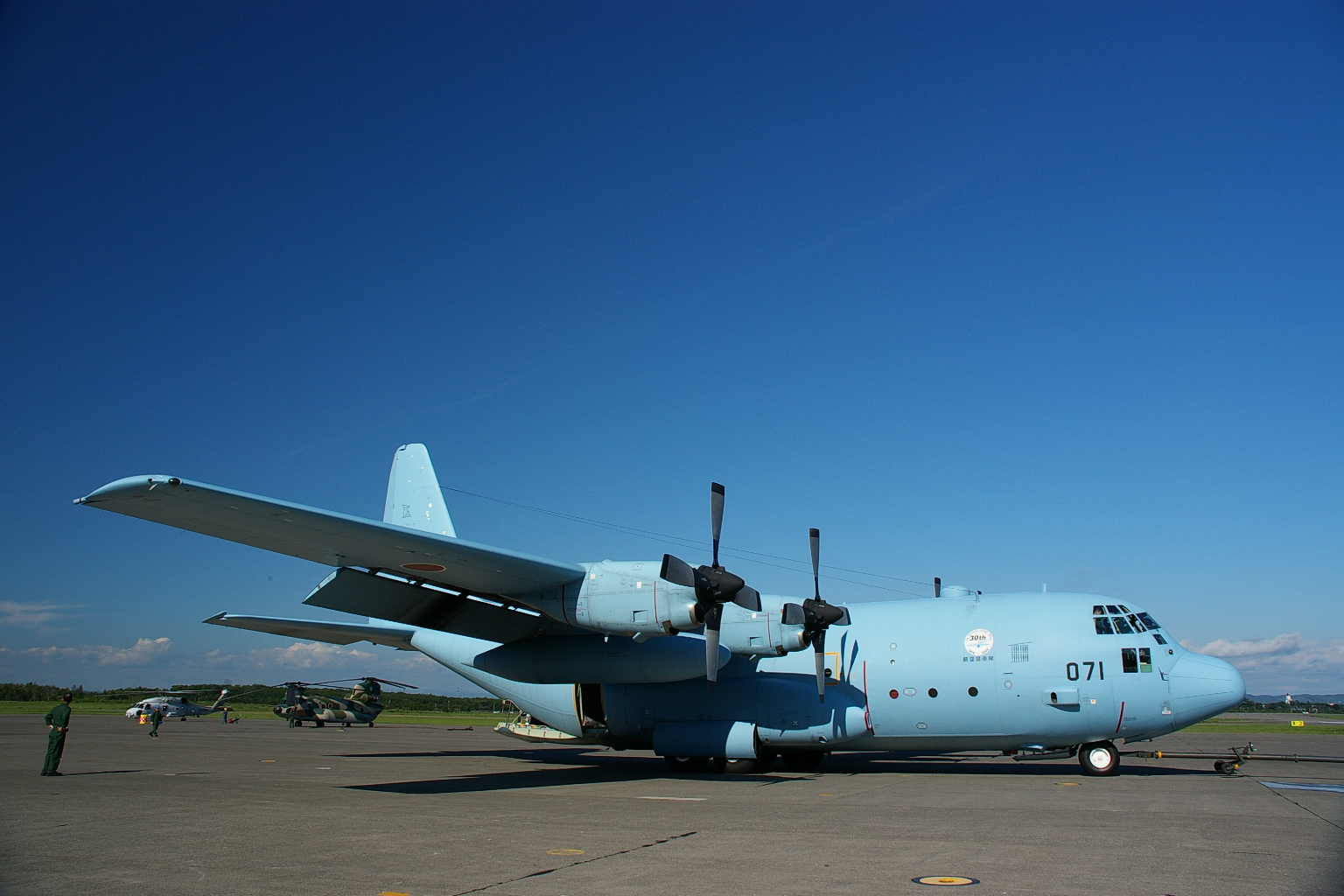
طائرة لوكهيد سي-130 هيركوليز تابعة لقوة الدفاع الذاتي الجوية اليابانية أثناء مهمة دعم في العراق

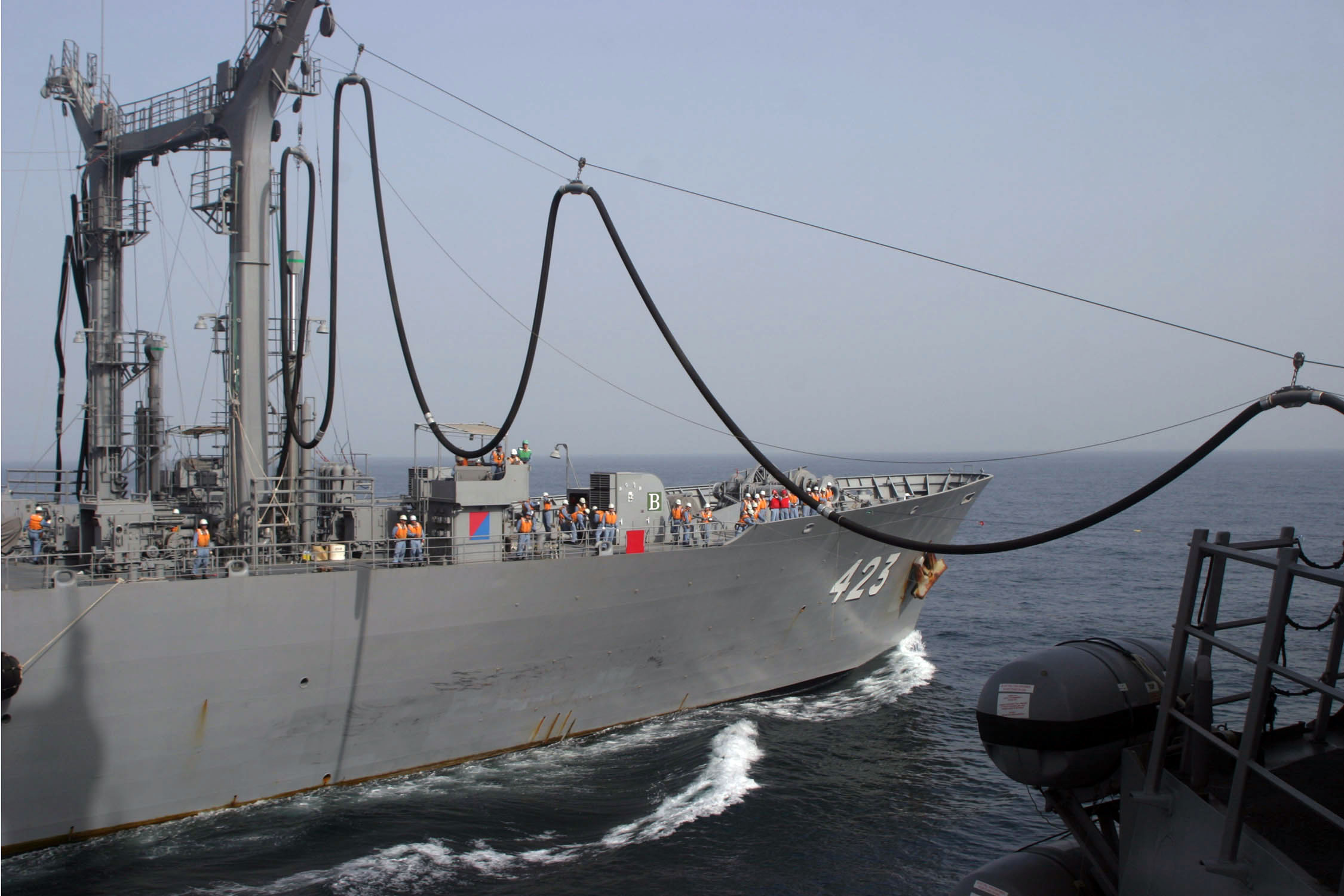
سفينة إمداد يابانية تقدم الدعم للقوات الأمريكية في المحيط الهندي سنة 2011

أصدر البرلمان الياباني قانونا يسمح لقوة الدفاع الذاتي اليابانية بالإنتشار ضمن مهام حفظ السلام الأممية سنة 1992. يسمح هذا القانون للقوات بالإنتشار ضمن مهمات الدعم الطبي وغوث اللاجئين والدعم اللوجتسي وإعادة الإعمار ومراقبة الإنتخابات. كما يسمح بمشاركة القوات في مهام حفظ الأمن ضمن شروط صارمة.
أسهمت المشاركة قوات الدفاع الذاتي اليابانية في سلطة الأمم المتحدة الانتقالية في كمبوديا إضافة للدور الفاعل للديبلوماسية اليابانية في إنجاح تنفيذ إتفاقيات باريس للسلام في كمبوديا.

#### الانتشار في العراق
قامت الحكومة اليابانية بإصدار أمر لنشر قوات يابانية في العراق تحت مسمى وحدة الدعم وإعادة الإعمار اليابانية في العراق ((باليابانية: 自衛隊イラク復興支援群) نقحرة: جيتايي إيراكو فوكو شينغن) سنة 2004. بناء على طلب من الولايات المتحدة الأمريكية. أرسلت الفرقة لدعم القوات الأمريكية خلال عمليات إعادة إعمار العراق، و شكلت نقطة تحول في التاريخ الياباني الحديث نظرا لكونها أول عملية انتشار للقوات اليابانية خارج اليابان لا تنضوي تحت إطار عمليات حفظ السلام الأممية. كما انقسم الرأي العام الياباني بشدة تجاه عملية الإنتشار في العراق نظرا لنص المادة التاسعة من الدستور الياباني و للقانون الأساسي لقوات الدفاع اليابانية الذين يحددان بشكل دقيق مهام هذه القوات، ونظرا لأن الإنتشار في العراق لا يقع تحت أي من المبررات التي سمحت بإنشاء هذه القوات. ورغم أن رئيس الوزراء الياباني جونيتشيرو كويزومي سمح بنشر هذه القوات بأسلحتها، إلا أن مهام حماية القوات اليابانية المشاركة في هذه العملية أسندت للقوات الخاصة اليابانية والقوات المسلحة الأسترالية لتفادي خرق المادة التاسعة من الدستور الياباني. انتشر ما يقارب من 5000 فرد في هذه العملية في محافظة السماوة العراقية لتقديم مساعدات إغاثية والقيام بعمليات إعادة الإعمار فقط ولم تشارك في أي عمليات قتالية، كما أصدرت لها أوامر بعدم إطلاق النار على إلا في حالة الدفاع عن النفس. إنسحبت هذه القوات من العراق سنة 2006 وغادر آخر الجنود الكويت سنة 2008.

#### الإسهام في عمليات أخرى
أسهمت قوات الدفاع الذاتي اليابانية في قوة الأمم المتحدة لمراقبة فض الاشتباك لمراقبة وقف إطلاق النار في الجولان لمراقبة وقف إطلاق النار في المنطقة العازلة بين سوريا وإسرائيل.
كما أن القوات اليابانية شاركت في العديد من مهام حفظ السلام وإدارة الطوارئ في رواندا (1994) وهندوراس (1998) وتركيا (1999) وتيمور الشرقية (1999 - 2000) وأفغانستان (2001) وإندونيسيا (2006 و 2009) وهاييتي (2010) و تشيلي (2010) ونيبال (2015).
في أعقاب زلزال هاييتي سنة 2010 أرسلت اليابان مجموعة من الجنود تضمنت وحدة هندسية مزودة بجرافات ومعدات هندسية ثقيلة لمساعدة بعثة الأمم المتحدة لتحقيق الاستقرار في هايتي. تضمنت مهام هذه المجموعة أعمال حفظ الأمن وإزالة الأنقاض وإعادة بناء الطرق والمباني الحيوية.

#### إنتشار القوات البحرية والجوية خارج اليابان

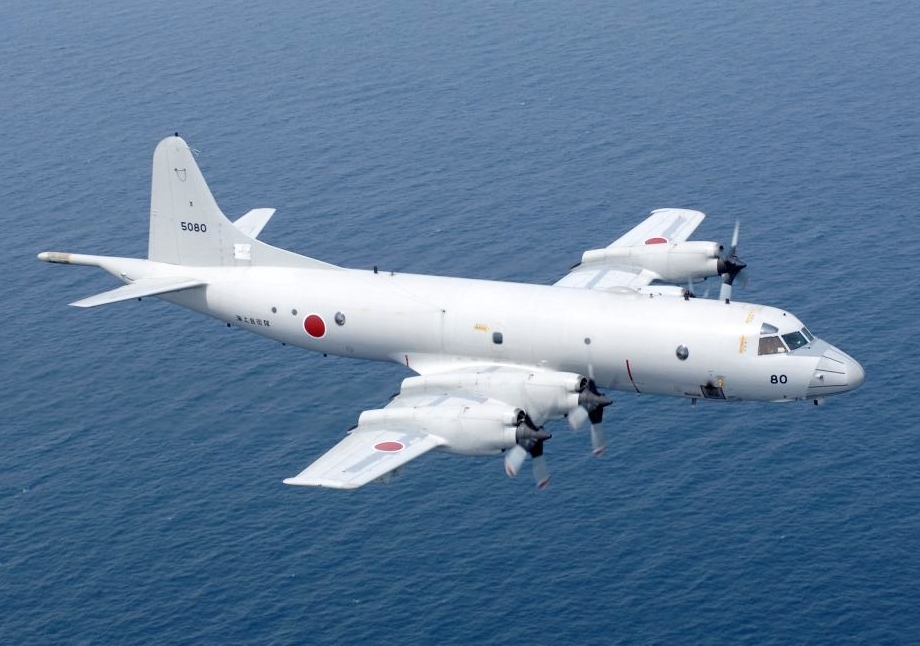
طائرة لوكهيد بيه-3 أورايون (صنعت من قبل شركة كاواساكي للصناعات الثقيلة) أثناء قيامها بدورية بحرية

إنتشرت قوة من قوات الدفاع الذاتي البحرية اليابانية على مشارف شواطئ الصومال سنة 2009 لحماية السفن اليابانية من عمليات القرصنة في القرن الإفريقي. تشكلت هذه القوة من مدمرتين تحملان ما يقارب من 400 بحار، وطائرات مرراقبة عمودية، وقوارب سريعة، و ضباط من جهاز خفر السواحل الياباني لجمع الأدلة و القاء القبض على المشتبه بقيامهم بأعمال القرصنة. كما تضمنت القوة وحدة قوات خاصة وطائرة من طراز لوكهيد بيه-3 أوريون لإجراء دوريات في خليج عدن.
وافق البرلمان الياباني في 19 يونيو 2009 على قانون مكافحة القرصنة والذي يمكن بمقتضاه لقوات الدفاع الذاتي البحرية اليابانية تقديم الحماية للسفن التي لا تحمل علم اليابان.
أعلنت اليابان في مايو 2010 عزمها على إنشاء قاعدة بحرية دائمة في جيبوتي لتوفير الحماية للسفن اليابانية من أنشطة القرصنة على سواحل القرن الأفريقي. بدأت عمليات إنشاء قاعدة قوات الدفاع الذاتي اليابانية في جيبوتي في يوليو 2010 وتم الإنتهاء من الأعمال في يونيو 2011 وافتتحت رسميا يوم 1 يوليو 2011.
تضمنت خطط العمليات الأولية للقاعدة إيواء 170 فردا من قوات الدفاع الذاتي اليابانية وتوفير الخدمات العلاجية والإعاشية والترفيهية لهم، كما تضم القاعدة مأوى للطائرات ومنطقة للهبوط ومنشئات للصيانة. أصبح عدد قوات القاعدة 200 فرد و طائرتي إستطلاع من طراز أورايون بحلول سنة 2012.

#### العقبات القانونية أمام الإنتشار خارج حدود اليابان
صرح السكرتير الأول للحكومة اليابانية سنة 2008 أن نقاشات تجري مع وزارة الدفاع لإصدار قانون دائم يسمح بنشر قوات حفظ السلام اليابانية في الخارج. كما أفادت وسائل إعلام أن هذه القانون يدرس بجدية من قبل الحكومة.
غير أن التوافق لاقرار القانون لم يحدث بحلول سنة 2014 رغم مساعي الحزب الليبرالي الديمقراطي الياباني الحثيثة نظرا لتخوف حزب كوميتو الجديد من إرسال قوات حفظ السلام اليابانية في مهام لن تعود على اليابان بأي نفع.

## الشارات والرتب

علم رئيس أركان قوة الدفاع الذاتي البرية اليابانية

علم رئيس أركان قوة الدفاع الذاتي البحرية اليابانية

علم رئيس أركان قوة الدفاع الذاتي الجوية اليابانية

يشير لون وشارة كتف الجنود في قوات الدفاع الذاتي اليابانية الأرضية إلى فرع الخدمة حسب القائمة التالية:
- الأحمر : المشاة
- الأصفر : المدفعية
- البرتقالي : المدرعات
- البنفسجي: سلاح الهندسة
- الأخضر الفاتح: الذخيرة
- الأخضر : الأطباء
- البرتقالي : المدرعات
- البني : التموين
- الأزرق الفاتح : الطيران العسكري
- الأزرق : سلاح الإشارة
- البنفسجي القاتم: النقل
- الأبيض : القوات المجوقلة
- الأزرق القاتم : الوحدات الأخرى

شارة القبعة لقوة الدفاع الذاتي البرية اليابانية هي زهرة الكرز محاطة بأوراق اللبلاب. فشارة القبعة لقوات الدفاع الذاتي البحرية هي مرساة أسفل زهرة الكرز حولها فرعان من أوراق اللبلاب، وشارة القبعة لقوات الدفاع الذاتي الجوية اليابانية صقر يعلو نجمة وهلالا يحيط به جناحان.
| فرع الخدمة        | فرع الخدمة | فرع الخدمة | قوة الدفاع الذاتي البرية | قوة الدفاع الذاتي البحرية | قوة الدفاع الذاتي الجوية |
| ----------------- | ---------- | ---------- | ------------------------ | ------------------------- | ------------------------ |
| الضباط            | فريق       | فريق أول   | فريق أول                 | أدميرال                   | فريق جوي                 |
| الضباط            | فريق       | فريق       | فريق                     | فريق                      | فريق جوي                 |
| الضباط            | عقيد       | عقيد       | عقيد                     | قبطان (درجة 1)            | عقيد                     |
| الضباط            | عقيد       | مقدم       | مقدم                     | قبطان (درجة 2)            | مقدم                     |
| الضباط            | عقيد       | رائد       | رائد                     | قبطان (درجة 3)            | رائد                     |
| الضباط            | ملازم      | ملازم أول  | ملازم ثاني               | ملازم ثاني                | ملازم كابتن ثاني         |
| الضباط            | ملازم      | ملازم أول  | ملازم أول                | ملازم أول                 | ملازم كابتن أول          |
| الضباط            | ملازم      | ملازم      | ملازم                    | ملازم                     | ملازم                    |
| مساعد             | مساعد      | مساعد      | مساعد                    | مساعد                     | مساعد                    |
| ضباط الصف والجنود | ضباط الصف  | رقيب أول   | رقيب أول                 | رقيب أول بحري             | رقيب أول                 |
| ضباط الصف والجنود | ضباط الصف  | رقيب       | رقيب                     | رقيب بحري                 | رقيب                     |
| ضباط الصف والجنود | ضباط الصف  | عريف أول   | عريف أول                 | عريف أول بحري             | عريف أول                 |
| ضباط الصف والجنود | ضباط الصف  | عريف       | عريف                     | عريف بحري                 | عريف                     |
| ضباط الصف والجنود | الجنود     | نائب عريف  | نائب عريف                | نائب غريف بحري            | نائب عريف                |
| ضباط الصف والجنود | الجنود     | جندي       | جندي أول                 | جندي أول                  | جندي أول                 |
| ضباط الصف والجنود | الجنود     |            | جندي                     | جندي                      | جندي                     |

## القوة البشرية و أوضاع العاملين

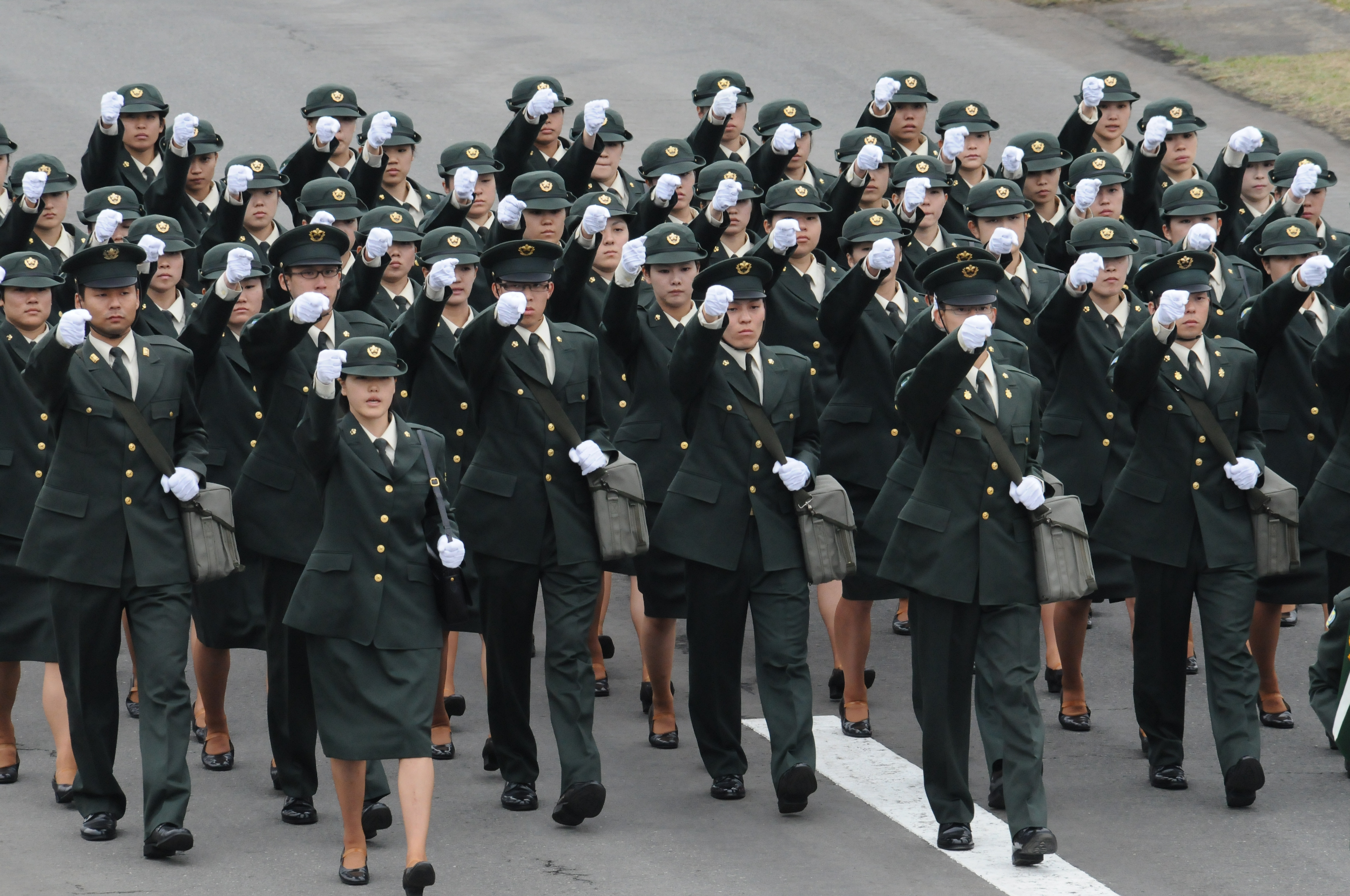
أفراد نظاميون في قوة الدفاع الذاتي أثناء عرض عسكري

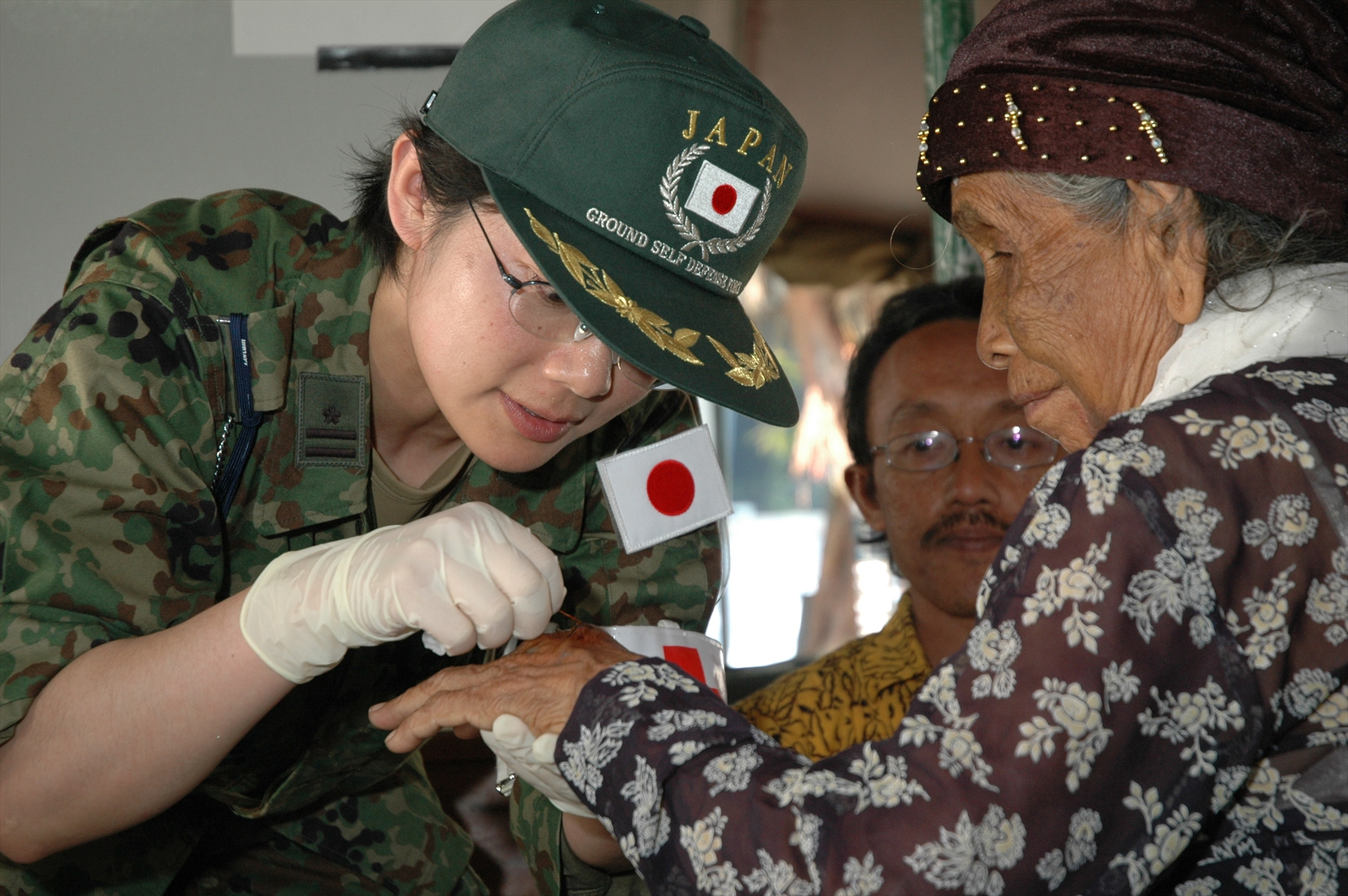
مجندة نظامية أثناء عمليات الإغاثة في إندونيسيا

### القوات العاملة
حسب إحصاءات 2016، يبلغ عدد العاملين في قوات الدفاع الذاتي اليابانية 247,154 فردا.
إضافة لهذا العدد، يوجد 47,900 فردا في الاحتياط موزعين على أفرع القوات الثلاث. ألغى الدستور الياباني التجنيد الإجباري في الثالث من مايو 1947، وبذلك أصبح الإنضمام اختياريا عند بلوغ سن الثامنة عشر.
حسب إحصاءات 2017، فإن 37% تقريبا من العاملين في قوات الدفاع الذاتي اليابانية يفوقون الأربعين سنة.
عند مقارنة عدد القوات العاملة والإحتياطي بعدد السكان، فإن معدل القوات العسكرية للسكان في اليابان أقل من نظيره في دول حلف شمال الأطلسي. وبمقارنة اليابان بباقي دول قارة آسيا، فإن الهند واندونيسيا وماليزيا وتايلاند لها معدل قوات العسكرية مقارنة بالسكان أقل من اليابان، إلا أن الهند و إندونيسيا لهما قوات أكبر حجما من اليابان بسبب الكثافة السكانية العالية.

### مدة الإنتساب
ينضم الموظفون العاملون في قوات الدفاع الذاتي الياباني لمدة محددة. مدة الالتحاق في القوة البرية سنتان، أو ثلاث سنوات للراغبين في الالتحاق بالأفرع التقنية. تبلغ مدة الالتحاق بقوة الدفاع الذاتي البحرية و الجوية ثلاث سنوات. مدة التحاق الضباط و طلبة كلية الدفاع اليابانية وطلبة كلية الطب العسكري الوطنية و طلبة الكليات العسكرية التقنية يلتحقون بالقوات لفترة غير محددة نظرا لطبيعة التكوين المطلوب. فعلى سبيل المثال يحتاج طلبة الكليات العسكرية التقنية أربع سنوات لإنهاء تكوينهم، وست سنوات في كلية الطب العسكري.

### مزايا المنتسبين

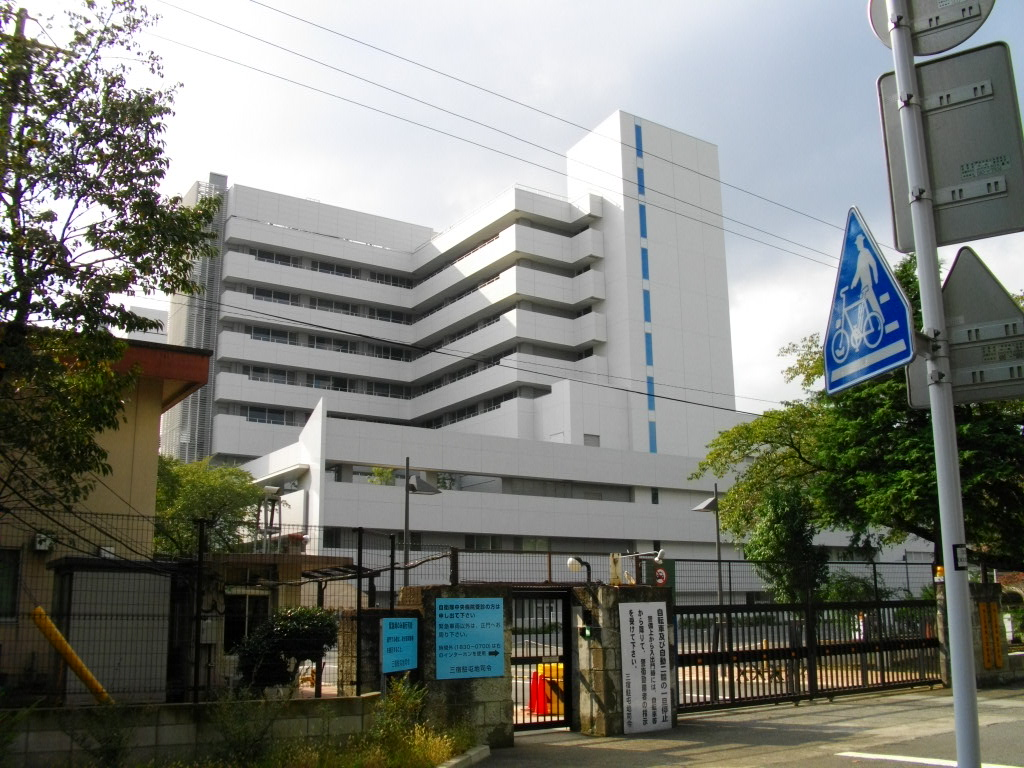
مستشفى قوات الدفاع الذاتي اليابانية المركزي

تختلف المزايا التي يحصل عليها منتسبو قوات الدفاع الذاتي الياباني عن مثيلاتها في الدول المتقدمة. فعلى سبيل المثال، تقدم الرعاية الصحية في مستشفى قوات الدفاع الذاتي اليابانية المركزي إضافة إلى 14 مستشفى محليا و 165 وحدة رعاية طبية في ثكنات القوات المسلحة داخل وخارج اليابان وعلى متن السفن، إلا أن هذه الرعاية تشمل الفحوصات وعلاج الأمراض والإصابات الناشئة أثناء الخدمة. لا توجد امتيازات خاصة للمنتسبين، وغالبًا ما يكون مستوى الإسكان ضعيفا. ينصب تركيز الاعتمادات المالية العسكرية المخصصة لصيانة المرافق على إرضاء المجتمعات المدنية المتواجدة قرب القواعد العسكرية بدلاً من تحسين المرافق الموجودة في داخل هذه القواعد.

### دور المرأة

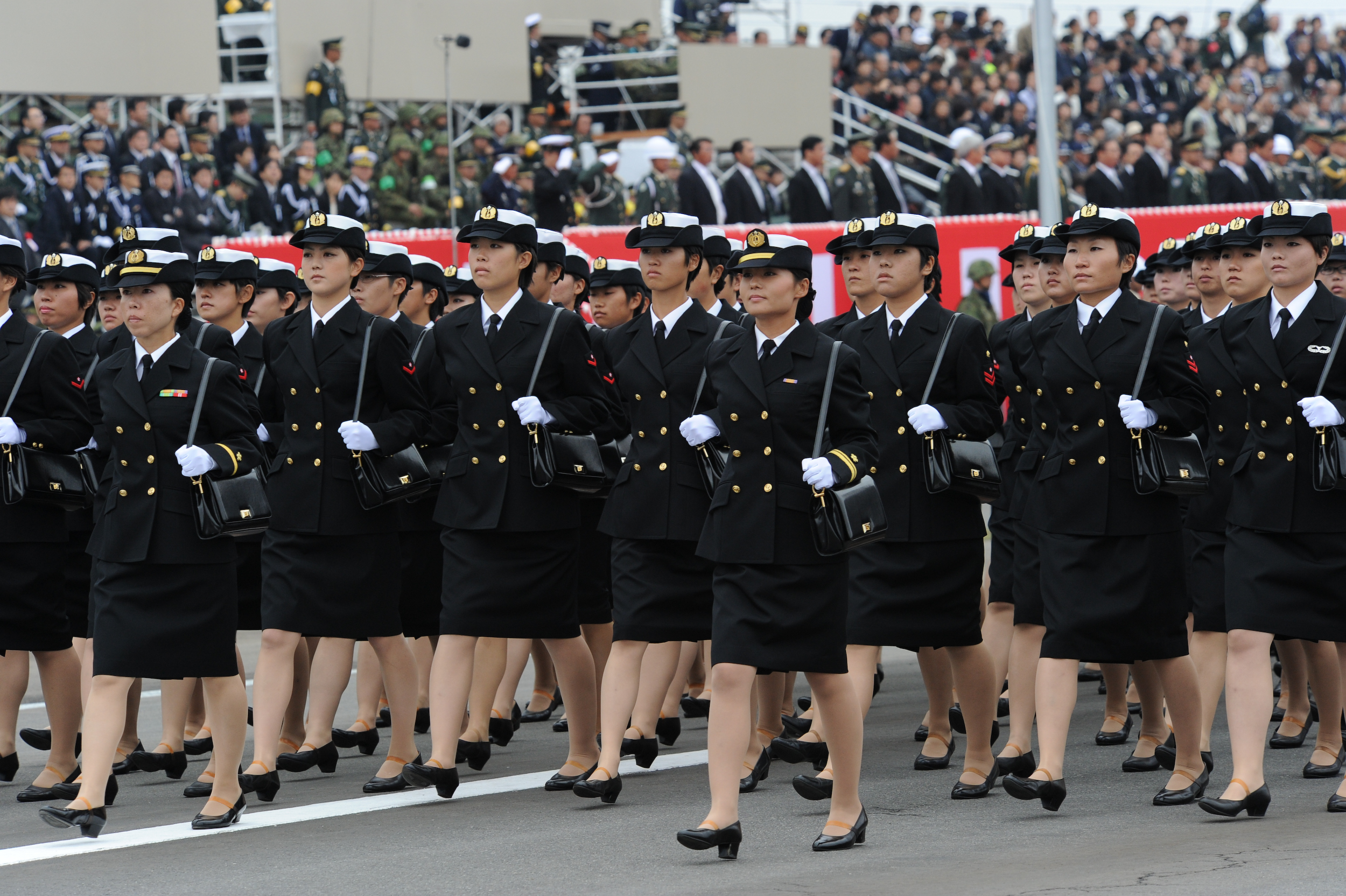
منتسبات قوة الدفاع الذاتي أثناء عرض عسكري

عند تأسيس قوات الدفاع الذاتي اليابانية اقتصرت مشاركة المرأة في قطاع التمريض بشكل حصري. تم السماح للنساء بالإنضمام لشعبة الإتصالات البرية سنة 1967 وشعبة الإتصالات البحرية والجوية سنة 1974. بحلول سنة 1991 أصبح عدد النساء العاملات في قوات الدفاع الذاتي اليابانية 6000. يسمح للنساء بالإنضمام إلى ما يقارب من 80% من أفرع القوات ولكن لا يسمح لهن بالمشاركة في أي دور قد يعرضهن للمشاركة في أعمال قتالية.
تم تخريج أول دفعة من خريجات كلية الطب العسكرية سنة 1991، وبدأت كلية الدفاع اليابانية قبول طلبات الالتحاق من النساء سنة 1992. تشكل النساء ما يقارب 20% من طالبي الالتحاق بقوات الدفاع الذاتي اليابانية، وتقوم قيادة القوات بالتركيز في حملاتها الإعلانية على استقطاب النساء للإنضمام. تجدر الإشارة إلى أن قوات الدفاع الذاتي اليابانية غالبا ما تفشل في استقطاب العدد المطلوب من الراغبين بالالتحاق بصفوفها من الجنسين، فعلى سبيل المثال انضم 60% فقط من العدد المطلوب انضمامه سنة 2018.

#### ادعاءات التحرش الجنسي بالمنتسبات
أصدرت محكمة مقاطعة سابورو حكما يقضي بتغريم الحكومة اليابانية بعد إجبار قوة الدفاع الجوي الذاتي اليابانية أحد منتسباتها على التقاعد عقب شكوى أكدت فيها تعرضها للتحرش الجنسي من أحد منتسبي القوة، في حين عوقب المعتدي بالفصل لمدة 60 يوما.

قامت منتسبة لقوة الدفاع الذاتي البرية اليابانية بتقديم عريضة وقعها 100,000 شخص لوزارة الدفاع اليابانية تطالب فيها بالتحقيق في مزاعم تعرضها للتحرش الجنسي من عدة منتسبين بعد أن قام المدعي العام برفض القضية نظرا لعدم توافر الأدلة الكافية التي تثبت مزاعمها.

## العلاقة مع المجتمع الياباني

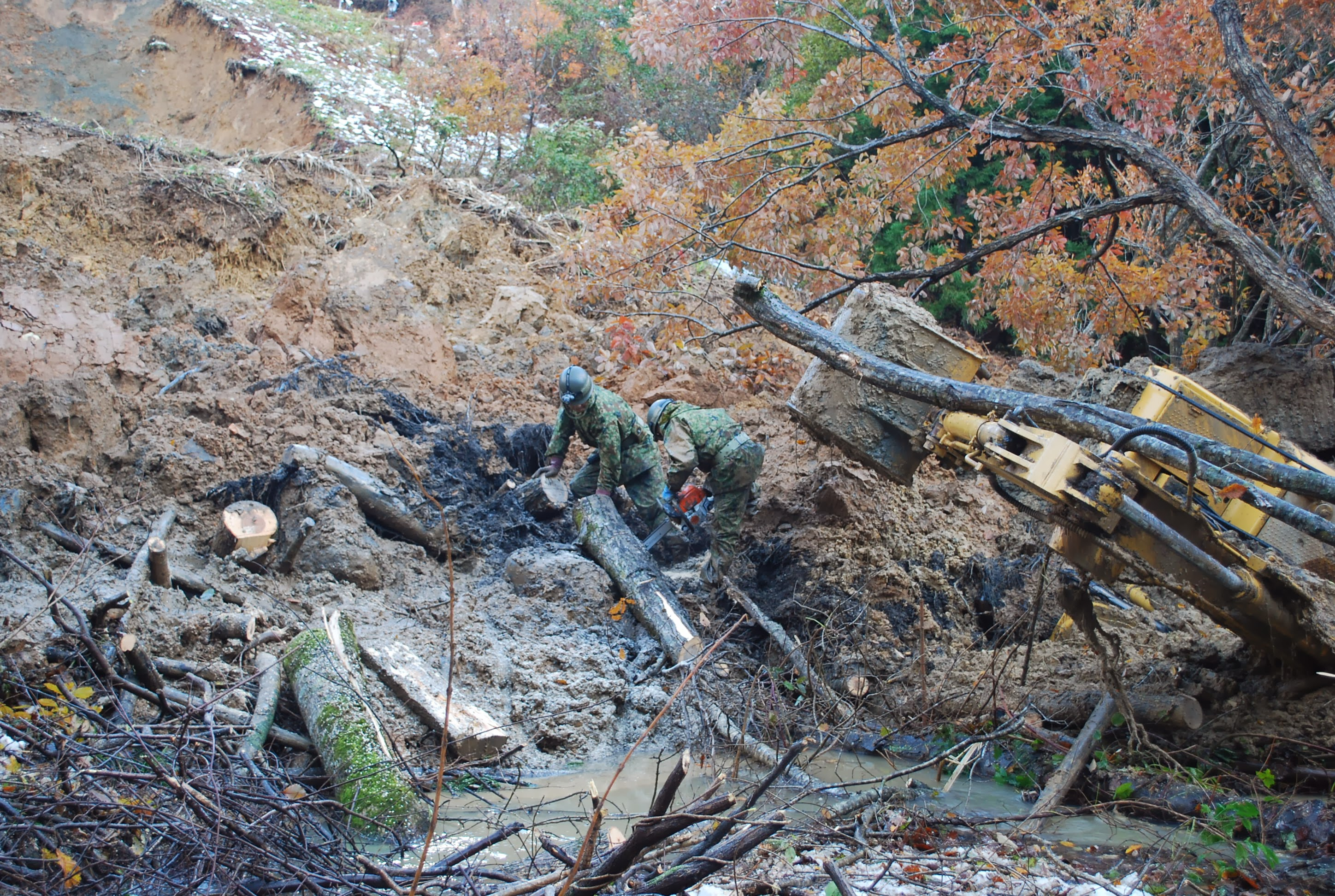
قوات الدفاع الذاتي اليابانية أثناء التعامل مع انزلاق أرضي في محافظة أكيتا

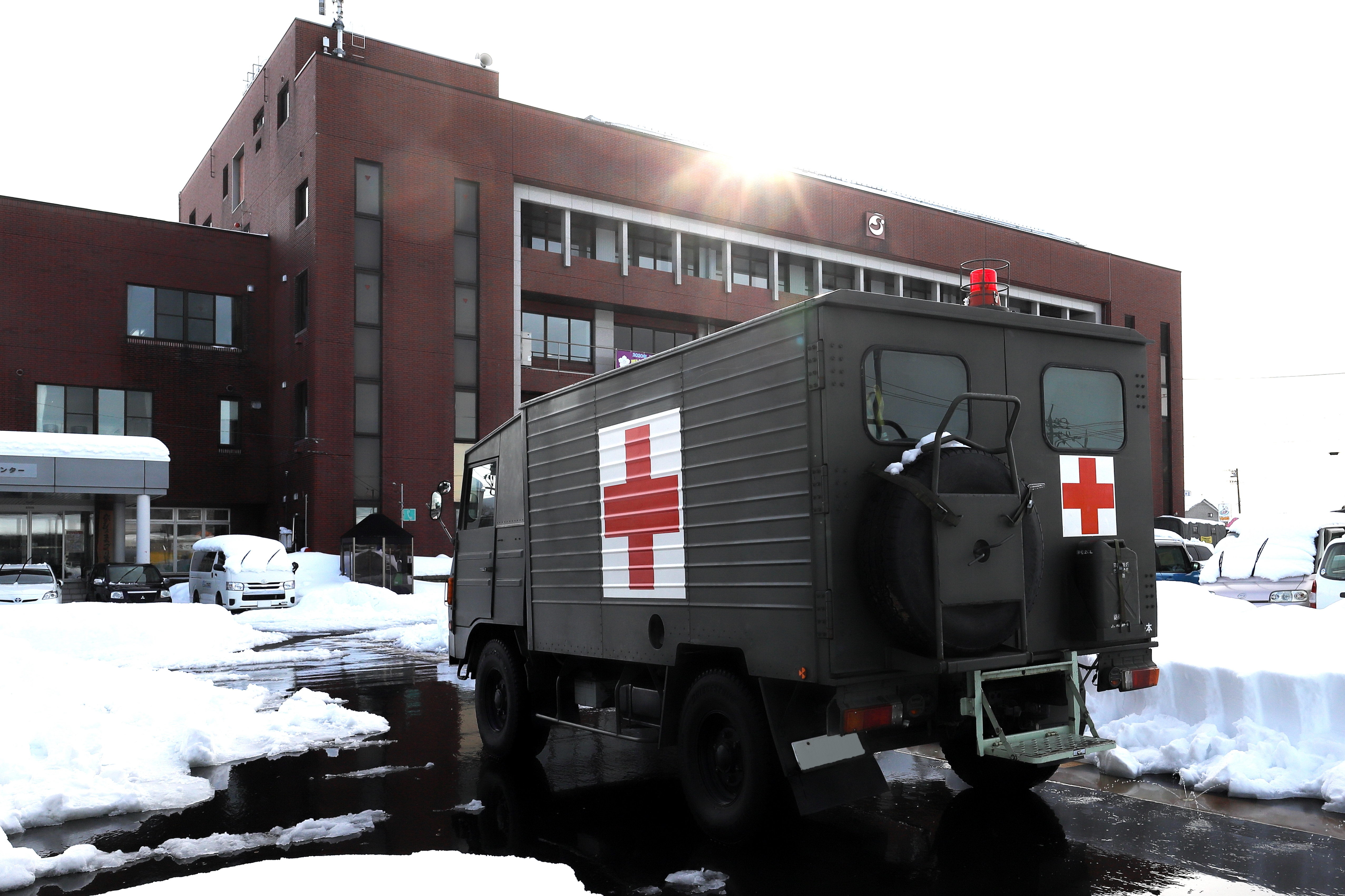
سيارة إسعاف تابعة لقوات الدفاع الذاتي اليابانية تعمل على تقديم العون للعالقين في الثلوج في محافظة فوكوي

تعرضت قوات الدفاع الذاتي اليابانية منذ انشائها للإزدراء وحملات كراهية نظرا لطبيعة المجتمع الياباني المعارضة لمظاهر التسلح نتيجة للحرب العالمية الثانية. غالبا ما أطلق على منتسبي هذه القوات لقب لصوص الضرائب ((باليابانية: 税金泥棒) نقحرة: زايكين دوروبو)، كما تعرض المنتسبون للرشق بالحجارة خلال السنوات الأولى من تشكيل القوات.

تحسنت علاقة المجتمع الياباني وقوات الدفاع الذاتي اليابانية خلال ثمانينيات القرن العشرين، حيث تظهر نتيجة استطلاع رأي أجرته قوات الدفاع الذاتي اليابانية سنة 1988 أن أكثر من نصف المشاركين يرغبون في معرفة المزيد عن نشاطات هذه القوات، وأعرب 76% من المشاركين عن رضاهم عن هذه القوات. ورغم أن 63.5% من المشاركين أوضحوا معرفتهم أن الهدف الأساسي من هذه القوات هو الدفاع عن اليابان، أعرب 77% من المشاركين أن الاستخدام الأمثل لهذه القوات هو عمليات إدارة الطوارئ. بناء على نتائج الاستطلاع أعطيت مهام إدارة الطوارئ أهمية أعلى مع زيادة التركيز على النشاطات المدنية. شاركت قوات الدفاع الذاتية اليابانية في الفترة بين 1984 و 1988 في إدارة 3,100 حالة طوارئ بناء على طلبات حكام الأقاليم. شارك في هذه العمليات زهاء 138 ألف فرد و16,000 مركبة و 5,300 طائرة و 120 سفينة وقارب. كما شاركت القوات في عمليات التأهب للزلازل وعمليات التخلص من قذائف الحرب العالمية الثانية خصوصا في إقليم أوكيناوا. تشارك القوات في بعض الأنشطة المدنية كتنظيم التظاهرات الرياضية ومشاريع البنية التحتية ورحلات استكشاف الدوائر القطبية‘ إضافة لأعمال المسح الجوي وتحذير الصيادين والسفن من الثلوج وإبداء الرأي في التشكيلات الجغرافية الملائمة لأعمال بناء المشاريع المدنية.
من الأنشطة التي تقوم بها هذه القوات لتخفيف التوتر مع سكان المناطق المحيطة بقواعدها العسكرية عمليات بناء الطرق وقنوات الري والمدارس، كما تقوم هذه القوات بتركيب عوازل الصوت في المنازل والمباني العامة القريبة من القواعد الجوية.
كما تشير أنشطة رصد الرأي العام حيال قوات الدفاع الذاتي اليابانية إلى أهمية هذه القوات في ضمان الأمن القومي الياباني، خاصة لدى الأشخاص الذين لديهم ارتباط بذكريات الحرب العالمية الثانية ورسائل التطمين التي تبعثها اليابان عند مناقشة أهداف إنشاء هذه القوات.

### منطقة قوات الدفاع الذاتي اليابانية التذكارية

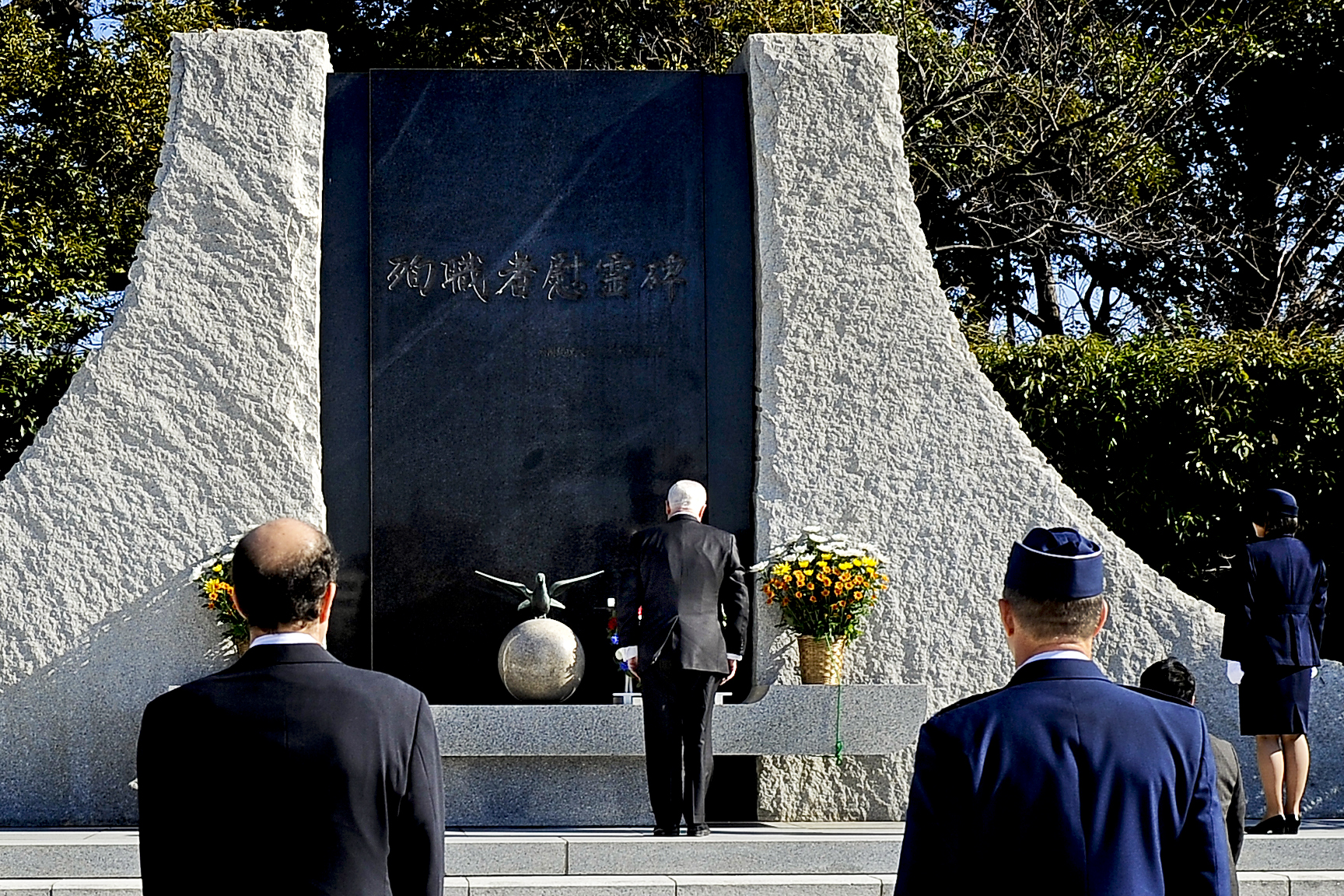
النصب التذكاري في منطقة قوات الدفاع الذاتي اليابانية التذكارية

منذ إنشاء القوات وحتى سنة 2021، لقي 1,964 من منتسبي قوات وحدة الشرطة الاحتياطية، قوات الأمن الوطني، وقوات الدفاع الذاتي اليابانية مصرعهم أثناء تأدية مهامهم.
تم تخصيص منطقة تذكارية على مساحة 6000 متر مربع شرق مبنى وزارة الدفاع في منطقة إيتشيغايا. تتضمن هذه المنطقة نصبا تذكاريا للمنتسبين الذين قضوا نحبهم أثناء أداء مهامهم. كما تم نقل 16 نصبا تذكاريا من أماكن أخرى لهذه المنطقة.
بني النصب التذكاري ليكون مواجها لضريح ياسوكوني، لكن تجدر الإشارة لعدم إرتباط النصب بالضريح. كقاعدة عامة، تجرى مراسم تشييع المنتسبين لقوات الدفاع الذاتي الياباني الذين يموتون أثناء الخدمة في هذه المنطقة.

## يوم قوات الدفاع الذاتي اليابانية

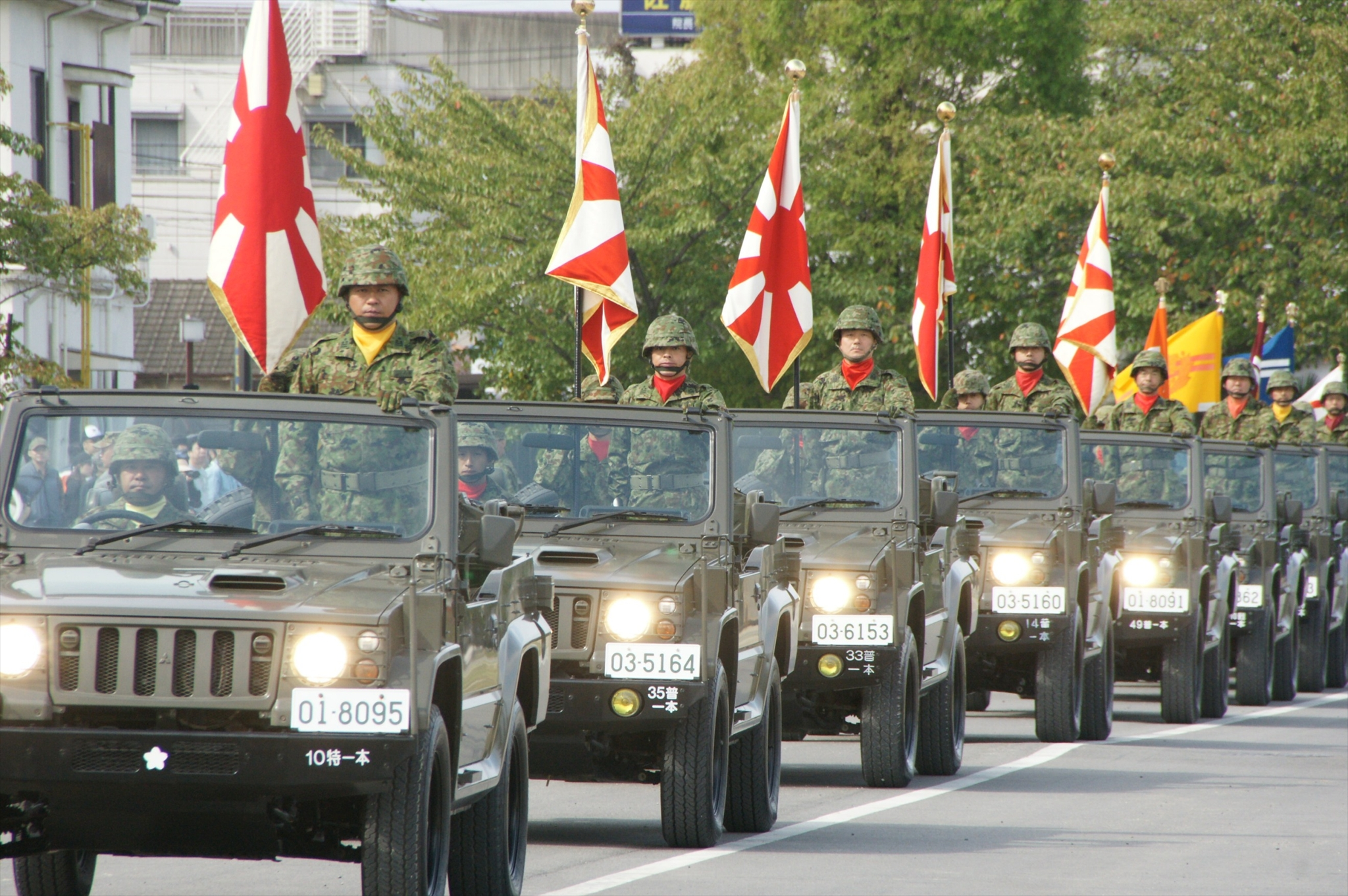
قادة أفواج قوة الدفاع الذاتي البرية اليابانية خلال احتفال يوم قوات الدفاع الذاتي سنة 2011

يتم الاحتفال بإنشاء قوات الدفاع الذاتية اليابانية سنويا منذ 1966 في يوم قوات الدفاع الذاتي اليابانية ((باليابانية: 自衛隊記念日) نقحرة: جييتاي كينين بي) الذي يوافق أول نوفمبر.
تقوم قوات الدفاع الذاتي البرية و البحرية والجوية بعمل عرض عسكري في هذه الذكرى بالتناوب بينها. كما يقام احتفال موسيقي بعنوان مهرجان قوات الدفاع الذاتي اليابانية للموسيقى العسكرية، غير أن تاريخ المهرجان غير ثابت.

### العروض العسكرية
أقيم العرض العسكري الثامن والعشرون في خليج ساغامي يوم 18 أكتوبر 2015. شاركت 42 سفينة في العرض من ضمنها حاملة الطائرات العمودية اليابانية فئة إيزومو. شاركت قطع بحرية استرالية وفرنسية وهندية وكورية جنوبية وأمريكية في هذا العرض، كما حلقت 37 طائرة من قوة الدفاع الذاتي الجوية اليابانية و طائرات أمريكية أثناء العرض.
خلال العرض العسكري الحادي والثلاثين الذي أقيم سنة 2018، قام رئيس الوزراء الياباني شينزو آبي بمعاينة قوات الدفاع الذاتي اليابانية في معسكر آساكا. شارك في العرض 4,000 جندي و 260 دبابة و مدرعة وحلقت 40 طائرة أثناء الحفل. صرح آبي بعد الإحتفال بأن قوات الدفاع الذاتي اليابانية قد حازت رضى المجتمع الياباني، وأن المسئولية تقع على عاتق الساسة لتغيير دستور 1947 وإضافة قوات الدفاع الذاتي اليابانية له والعمل على جعل هذه القوات تشعر بالفخر لما تقدمه للبلاد.

### مهرجان قوات الدفاع الذاتي اليابانية للموسيقى العسكرية

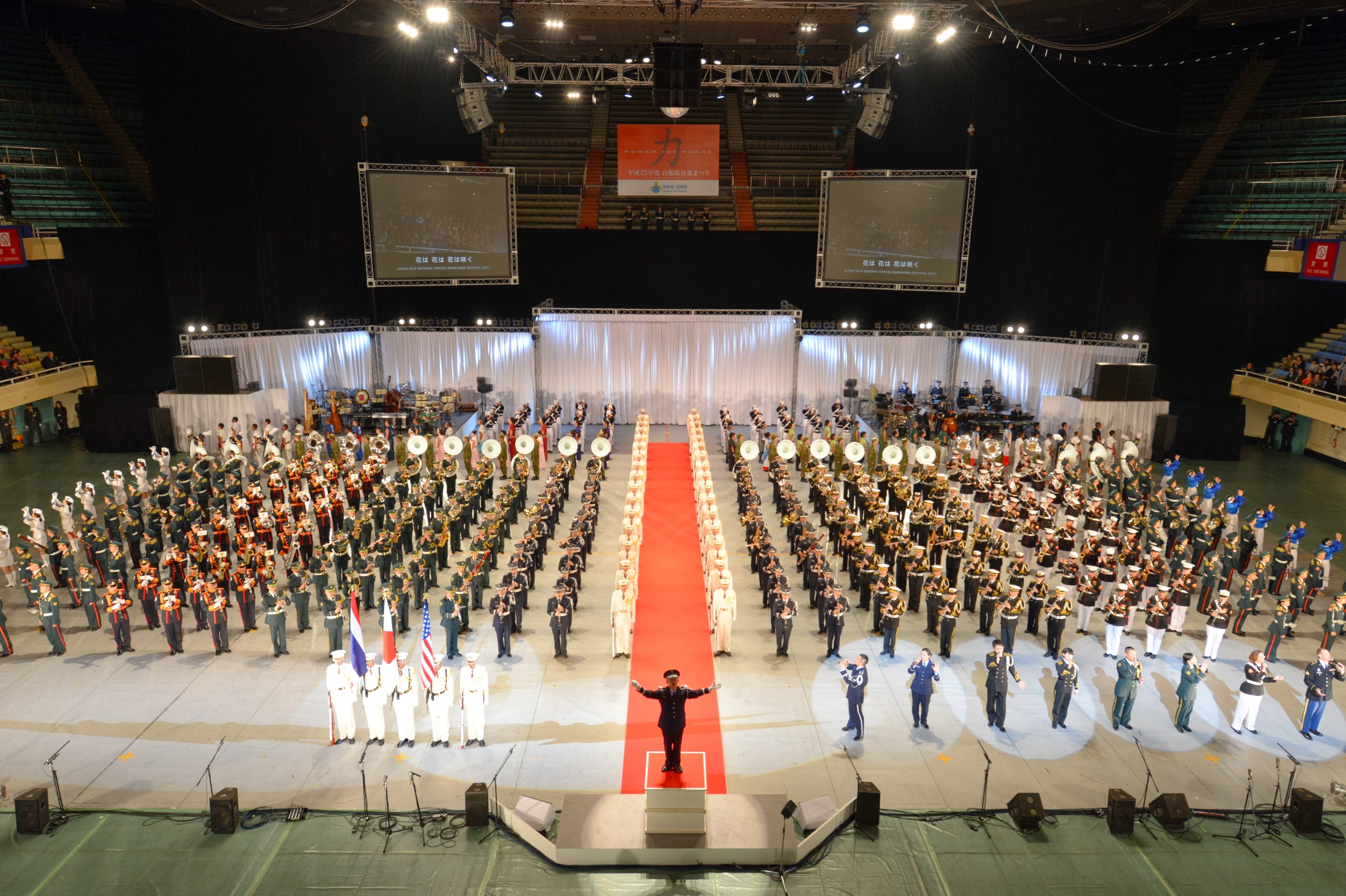
مهرجان قوات الدفاع الذاتي للموسيقى العسكرية في هايساي سنة 2013

يعد مهرجان قوات الدفاع الذاتي اليابانية للموسيقى العسكرية ((باليابانية: 自衛隊音楽まつり) نقحرة: جييتاي أونغاكو ماتسوري) أكبر حدث موسيقي عسكري في اليابان. يقام المهرجان سنويا شهر نوفمبر في قاعة نيبون بودوكان ويستمر لثلاث أيام. كما تتم دعوة فرق الموسيقى العسكرية من دول أخرى للمشاركة. تم الإحتفال بهذا المهرجان أول مرة سنة 1963 ويعتبر أحد أقدم مهرجانات الموسيقى العسكرية في منطقة آسيا والمحيط الهادئ.
شاركت فرق الموسيقى العسكرية لقوة الدفاع الذاتي البرية المركزية وقوة الدفاع الذاتي البحرية لطوكيو وقوة الدفاع البري للجيش الشمالي الشرقي وفرقة موسيقى قوات المارينز الأمريكية وفرقة الموسيقى العسكرية الاسترالية وفرقة قوة المارينز الفليبينية في مهرجان سنة 2014. تخلل المهرجان عروض لحرس الشرف ووصلات لفرق موسيقية محلية و عالمية وعرض خاص لفرقة موسيقى الطبول اليابانية التقليدية.

## مناورات فوجي السنوية

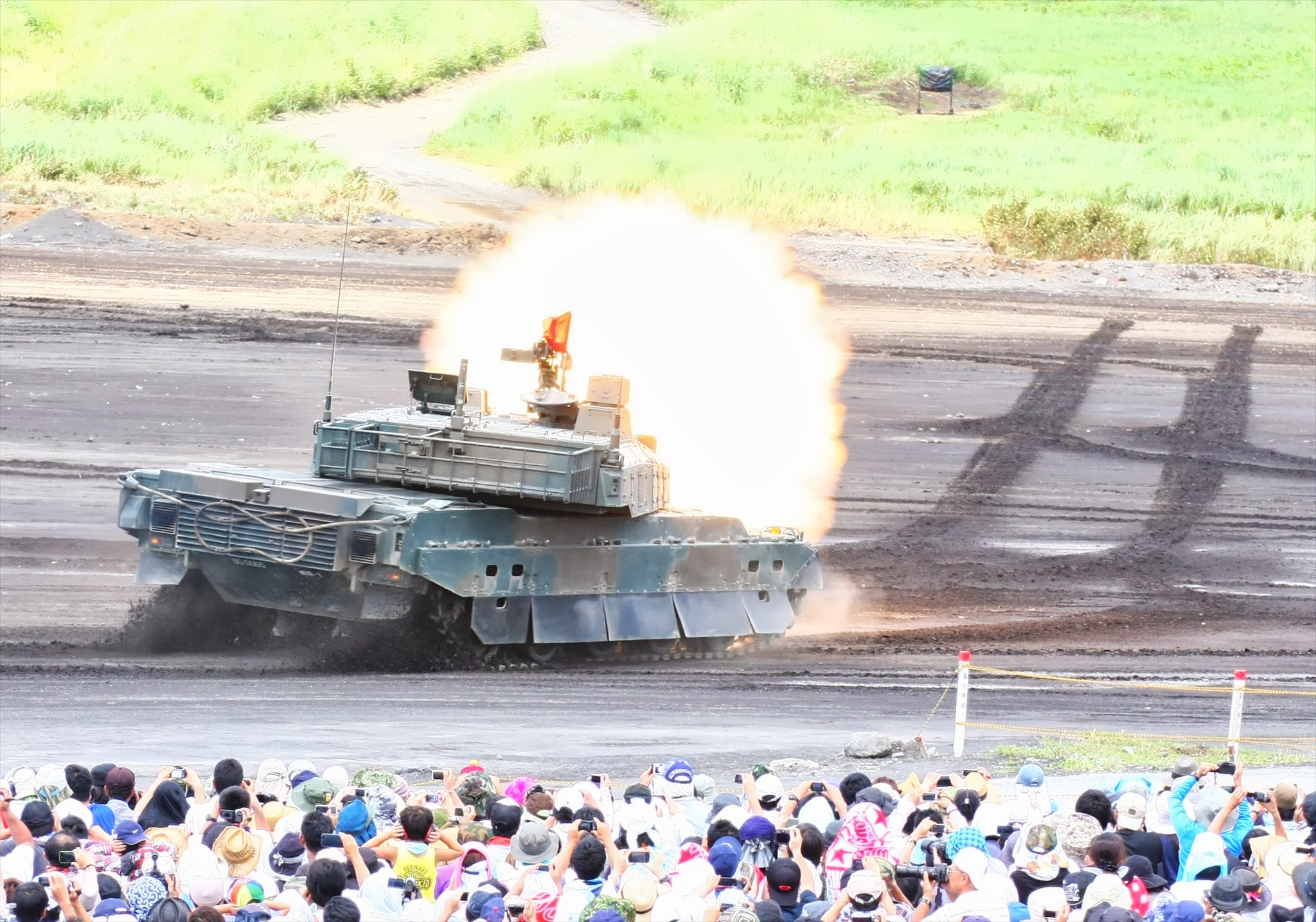
جانب من مناورات فوجي السنوية

تعد مناورات فوجي السنوية ((باليابانية: 富士総合火力演習) نقحرة: فوجي سوغو كاريوكو انشو) أكبر مناورات بالذخيرة الحية تجريها قوة الدفاع الذاتي البري اليابانية. تقام هذه المناورات منذ سنة 1961 وتم السماح للعموم بحضورها منذ سنة 1966 لتعزيز التواصل والتفاعل بين المجتمع الياباني وقوة الدفاع الذاتي اليابانية.
أقيمت المناورات سنة 2018 في شهر أغسطس بحضور وزير الدفاع وما يفوق 24,000 متفرج في ميدان الرماية شرق بلدة غوتيمبا على سفح جبل فوجي. شاركت فرقة التدخل البرمائي السريع في هذه المناورات لأول مرة. اشتملت التدريبات على محاكاة عملية استرجاع جزر نائية من أيدي العدو. شارك في هذه النسخة من المناورات 2,400 جندي و80 دبابة ومركبة مدرعة، 60 طاقم مدفعية وحلقت فيها 20 طائرة عمودية ونفاثة.
شاركت الطائرة العمودية في-22 أوسبري التابعة لقوة الدفاع الذاتي الجوية اليابانية لأول مرة في مناورات سنة 2022.

## متاحف قوة الدفاع الذاتي اليابانية
يوجد عدة متاحف مخصصة لقوات الدفاع الذاتي اليابانية من ضمنها:
- متحف قوة الدفاع البحري الذاتي اليابانية: يقع المتحف في مدينة كورشي بمحافظة هيروشيما ويضم سفنا خارج الخدمة كالغواصة يوشيو و الغواصة أكيشيو.
- مركز معلومات قوة الدفاع الذاتي البرية اليابانية: يضم المركز متحفا يحوي بين جنباته معدات قتالية ومركبات تابعة لقوة الدفاع الذاتي البرية اليابانية.
- قاعدة هاماماتسو الجوية: تضم القاعدة متحفا مخصصا لقوة الدفاع الذاتي الجوية اليابانية. يضم المتحف طائرات عسكرية ومعروضات تقنية إضافة لعروض صوتية وبصرية عن التاريخ الحربي.
- متحف قوة الدفاع البحرية في ساسيبو: يهتم هذا المعرض بعرض تاريخ و معدات قوة الدفاع الذاتي البحرية اليابانية.
- متحف قاعدة كانويا الجوية: يعرض هذا المتحف مقتنيات تاريخية لقوة الدفاع الذاتي الجوية اليابانية.

## معرض الصور

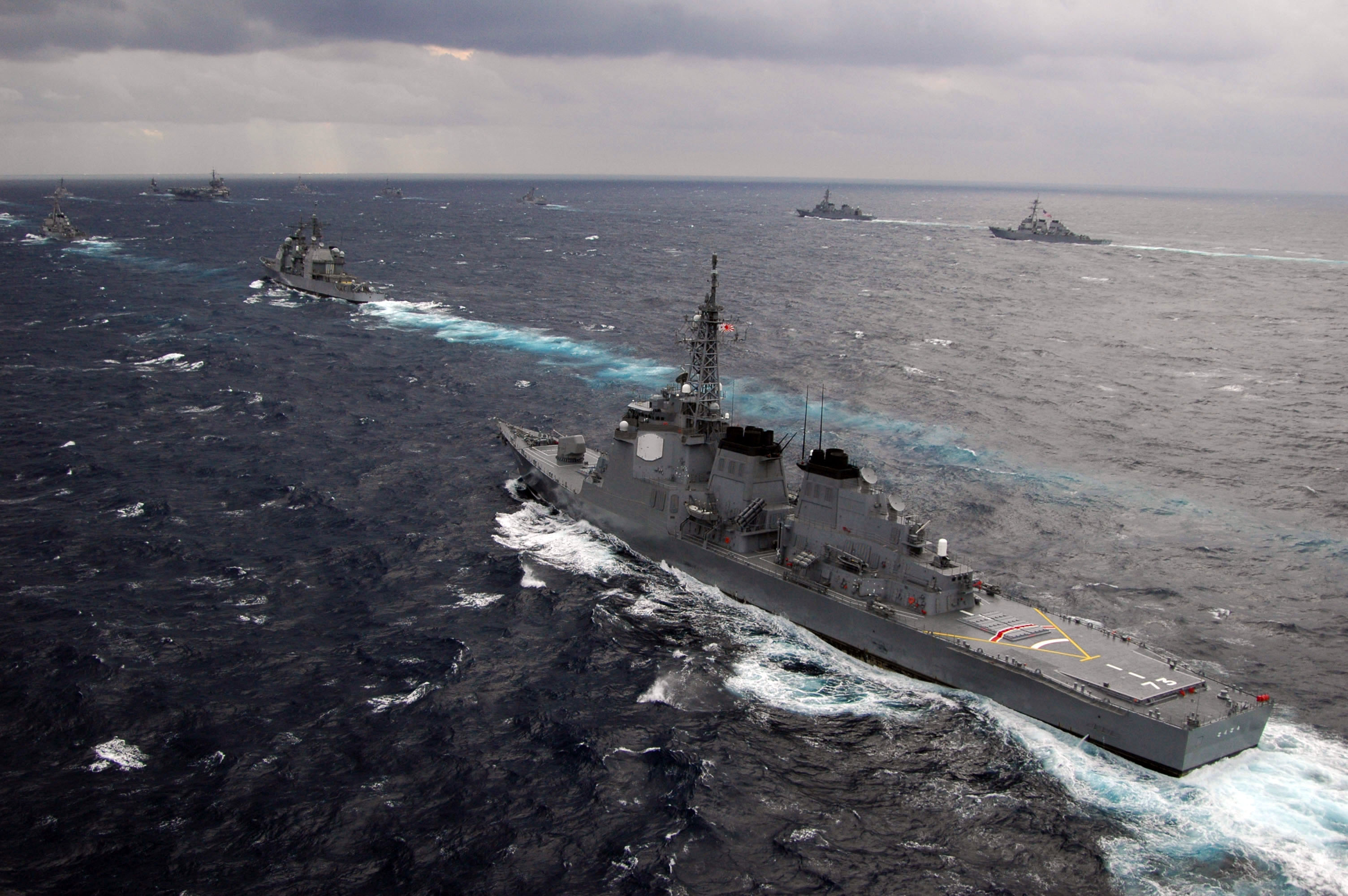
المدمرة اليابانية كونغو أثناء إبحارها.
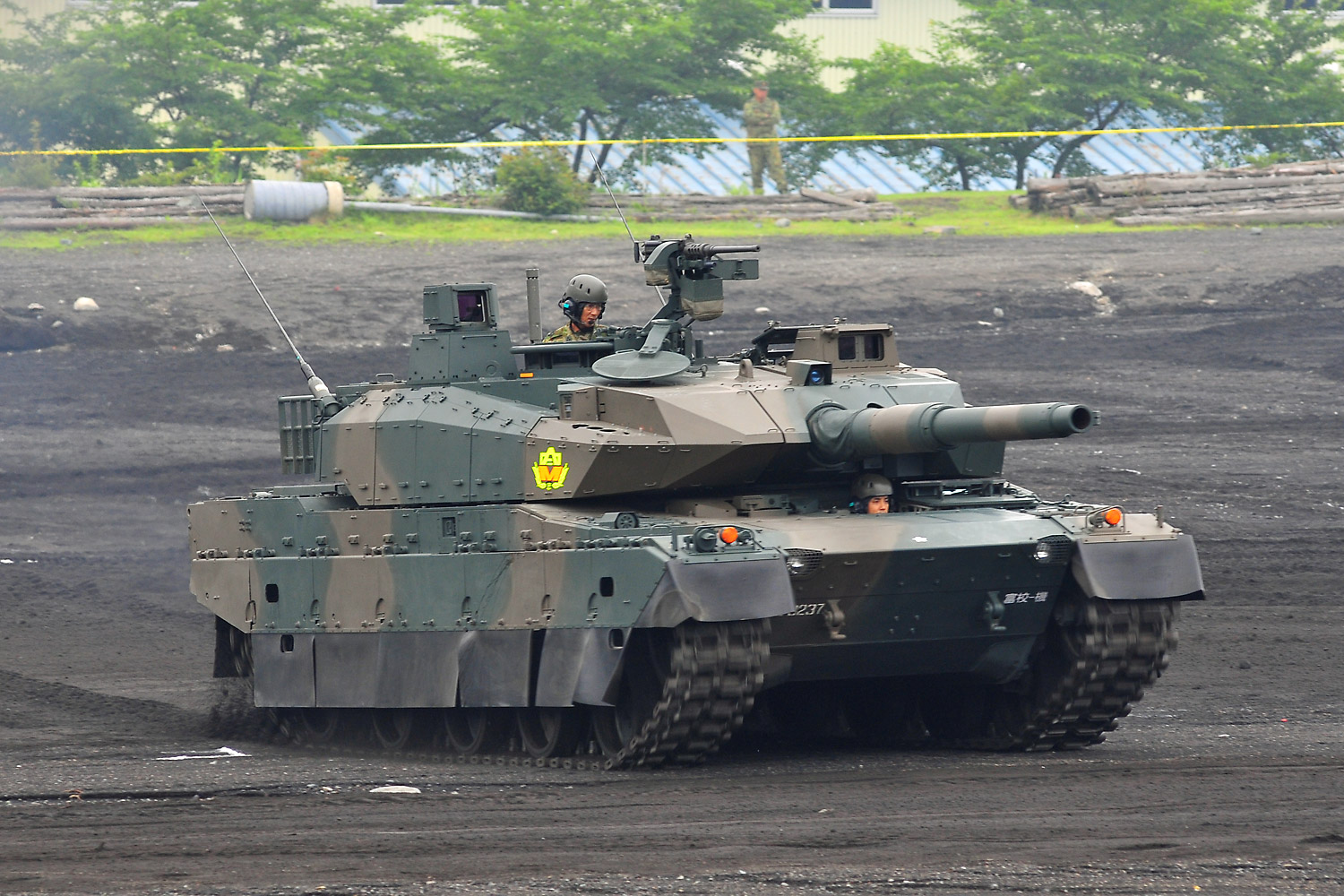
دبابة القتال الرئيسية اليابانية تايب 10
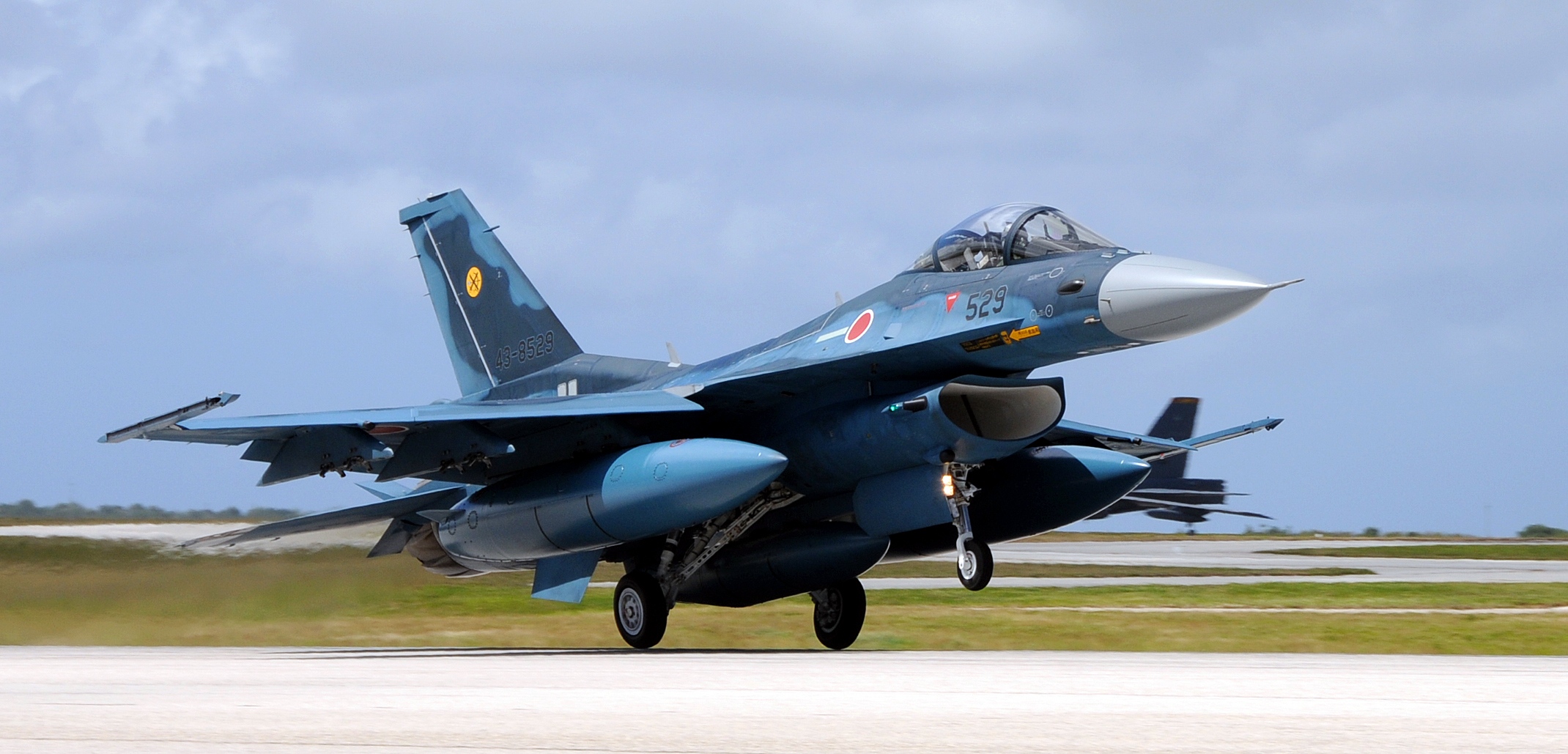
المقاتلة ميتسوبيشي إف 2
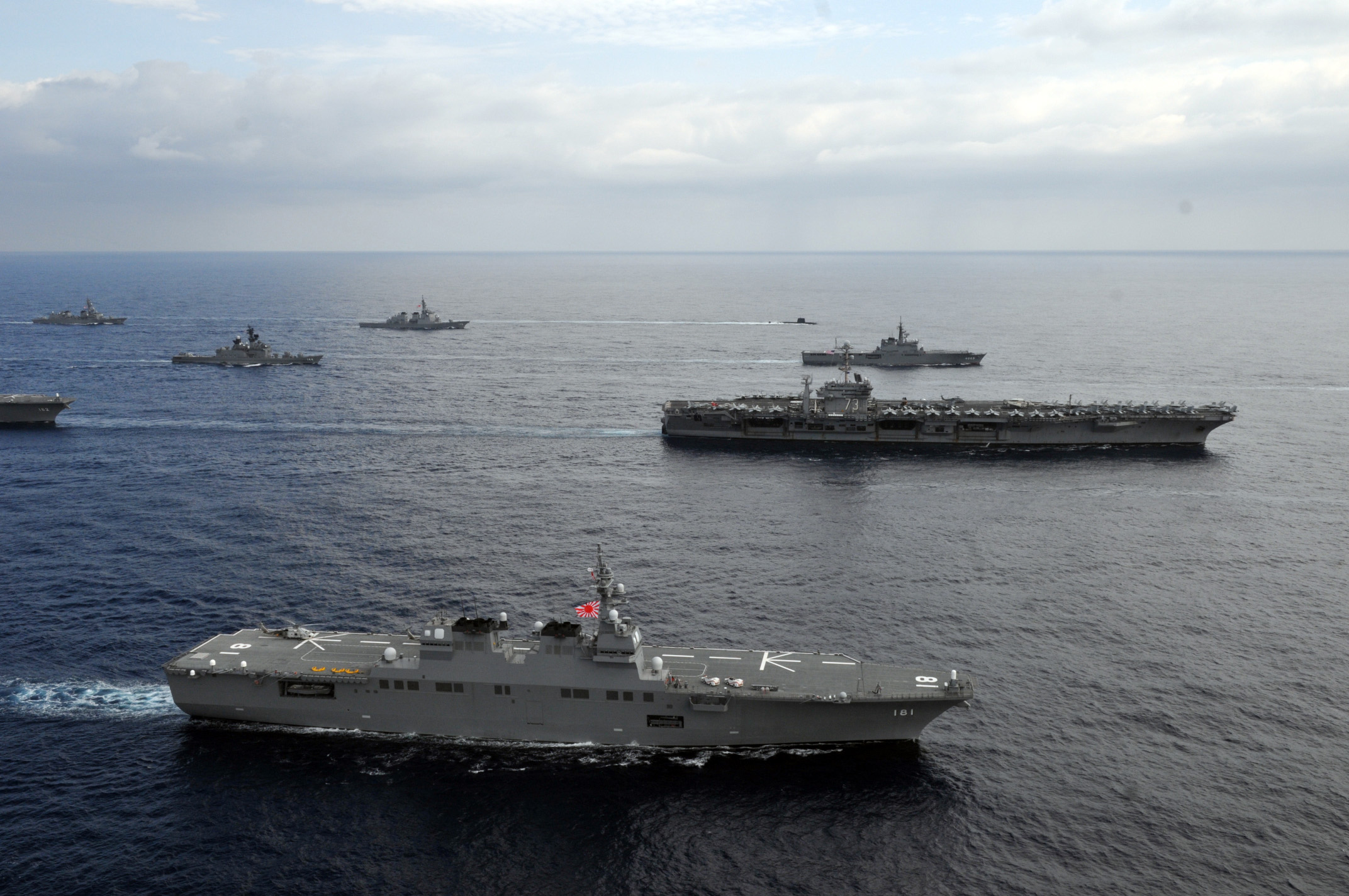
حاملة الطائرات العمودية هايوغا في تدريب مشترك مع القوات الأمريكية
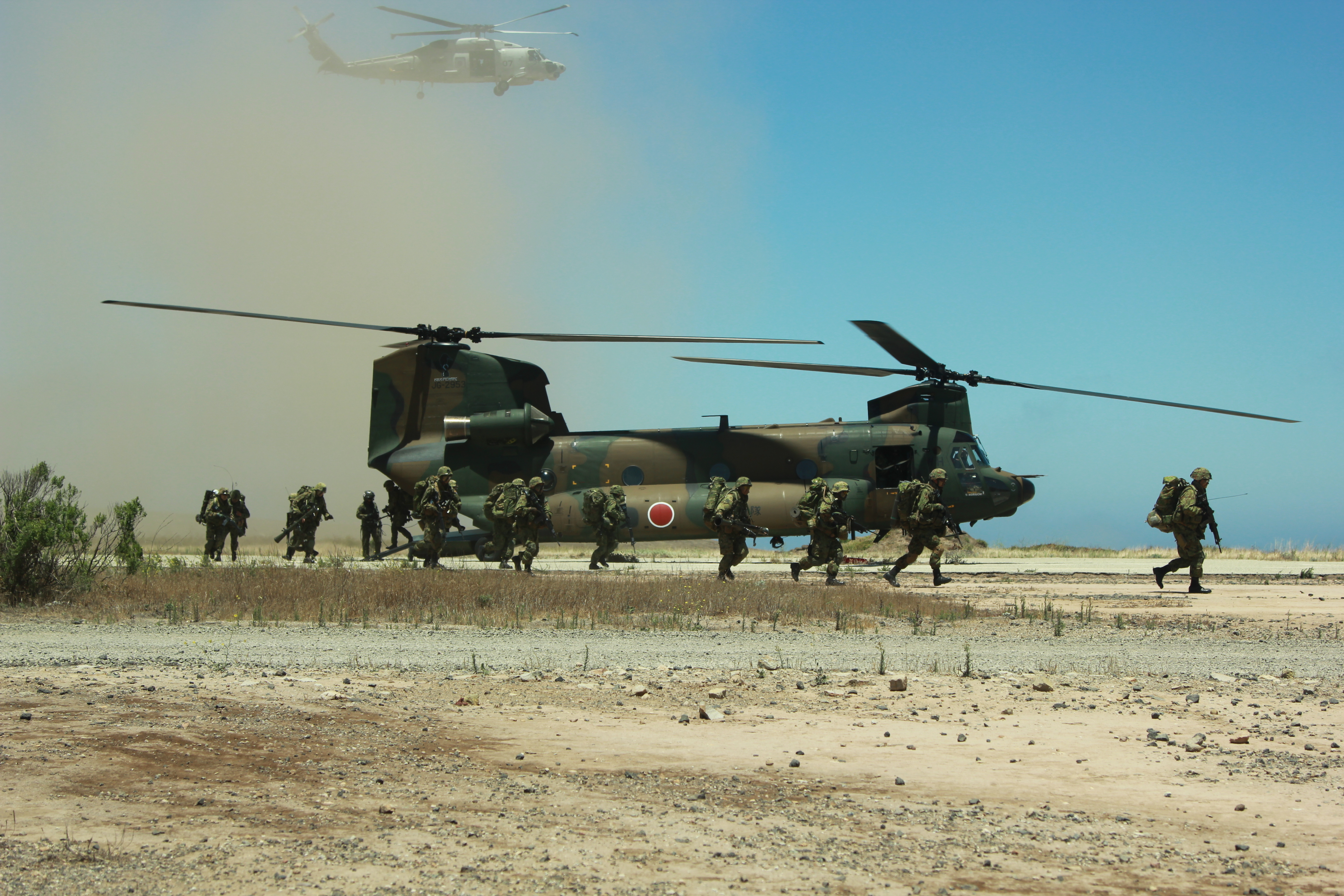
قوات يابانية أثناء تدريب على عمليات الانتشار السريع
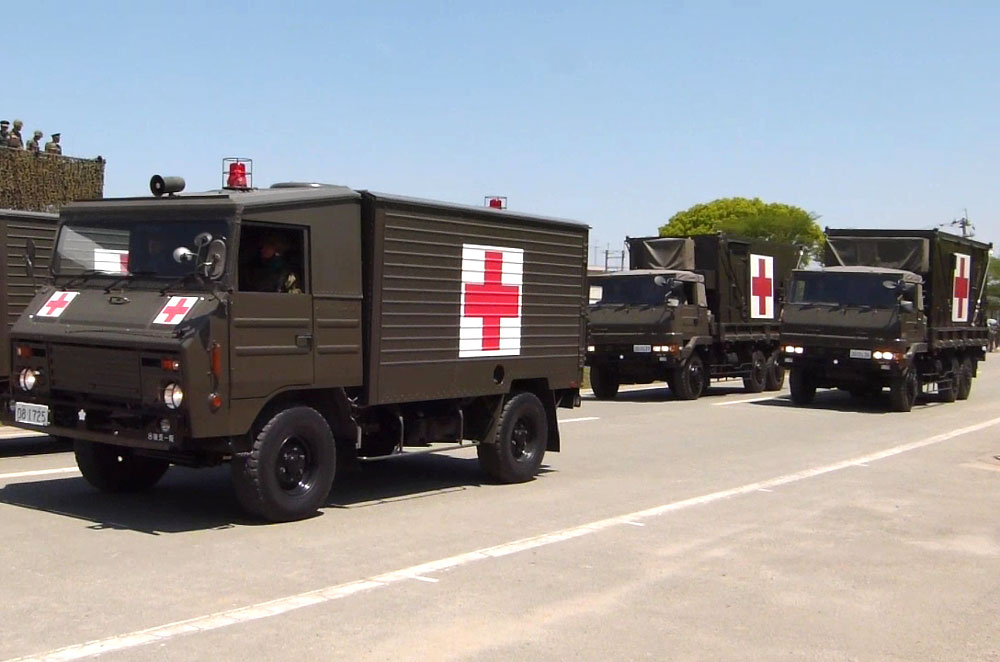
مستشفى طبي ميداني تابع لقوة الدفاع الذاتي البرية
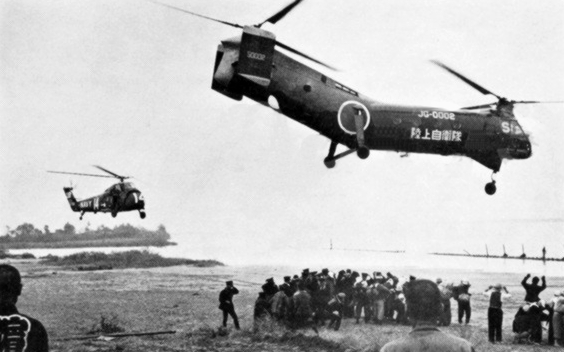
قوات يابانية تقوم بعملية إخلاء عقب إعصار فيرا سنة 1959
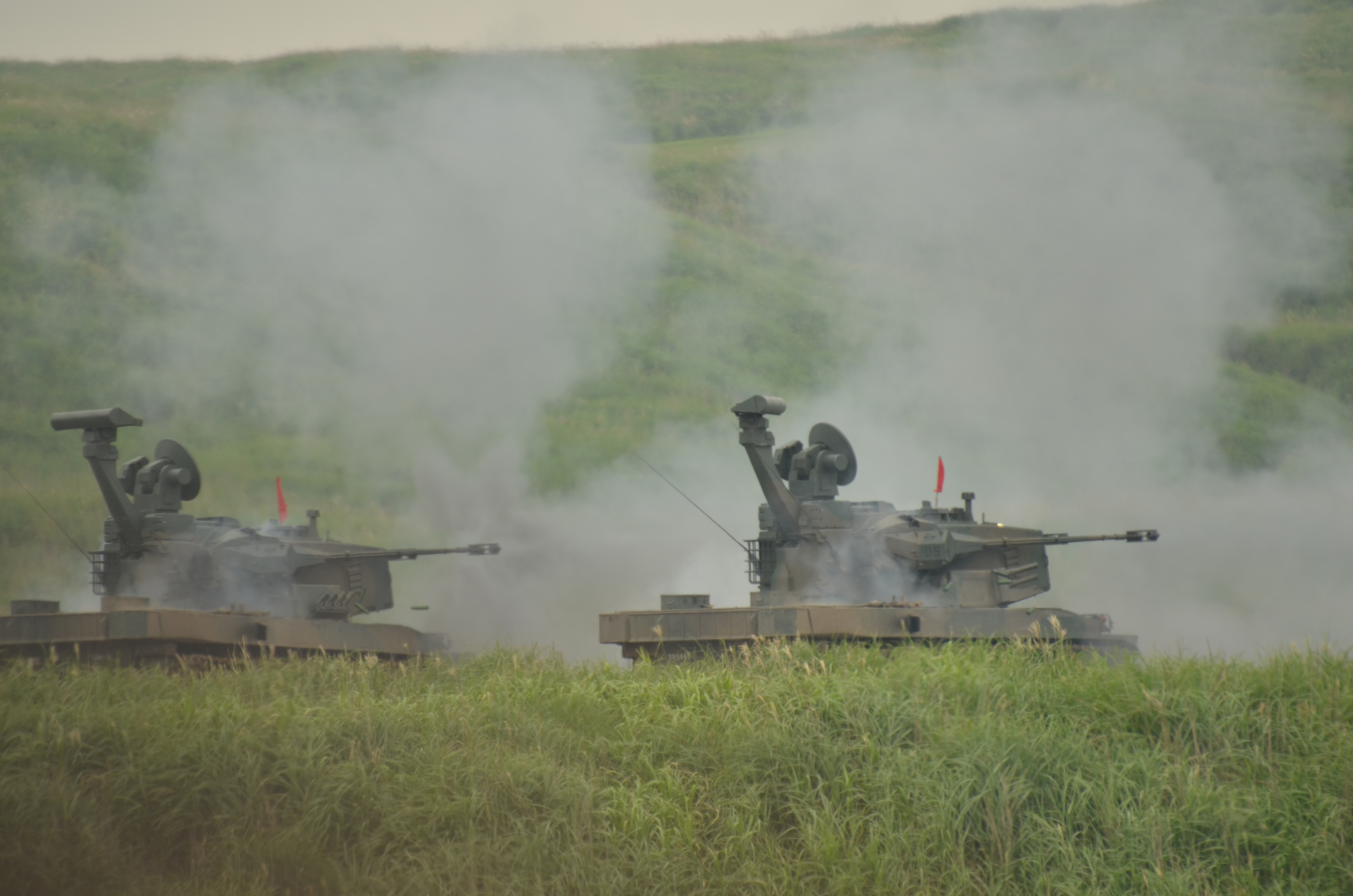
تدريبات بالذخيرة الحية للقوة البرية

## طالع أيضًا
- قائمة البلدان حسب عدد الأفراد العسكريين وشبه العسكريين
- العلاقات الأمريكية اليابانية
- العلاقات الصينية اليابانية
- العلاقات اليابانية الكورية الشمالية
- نص معاهدة التعاون والأمن المتبادل بين اليابان والولايات المتحدة الأمريكية سنة 1960 من موقع ويكي مصدر (باللغة الإنجليزية)

### الملاحظات
أ. ^ كانت تبعية وكالة الدفاع اليابانية ((باليابانية: 防衛庁)نقحرة: بويي تشوو) لرئاسة الوزراء ويعتبر رئيس الوزراء الآمر المباشر لمديرها العام. بإنشاء وزارة الدفاع تم إلغاء هذه الوكالة.

## وصلات خارجية
- موقع وزارة الدفاع اليابانية (باللغة الإنجليزية)
  - موقع قيادة الأركان المشتركة اليابانية (باللغة الإنجليزية)
  - موقع قوة الدفاع الذاتي البرية اليابانية (باللغة الإنجليزية)
  - موقع قوة الدفاع الذاتي اليابانية البحرية (باللغة الإنجليزية)
  - موقع قوة الدفاع الذاتي الجوية اليابانية (باللغة الإنجليزية)